# AMX-30
O AMX 30 é um tanque de batalha francês projetado e fabricado pelo Ateliers de construction d'Issy-les-Moulineaux (AMX, depois Grupo Industrial GIAT), com um grande poder de fogo e muita mobilidade.
O AMX-30 equipou o Exército Francês por mais de trinta anos, sendo usado até o século XXI na função de força oponente. A partir de 1966, foram construídas 3.571 unidades, incluindo as versões derivadas. Metade da produção foi exportada. Mil e cem chassis foram usados para desenvolver outros sistemas de armas em chassis blindados, como o blindado de recuperação AMX-30D, o blindado de artilharia autopropulsada AUF1 155mm ou o veículo lançador de mísseis Pluton. É talvez o mais bem-sucedido veículo blindado do pós-guerra concebido pela França.

## Descrição

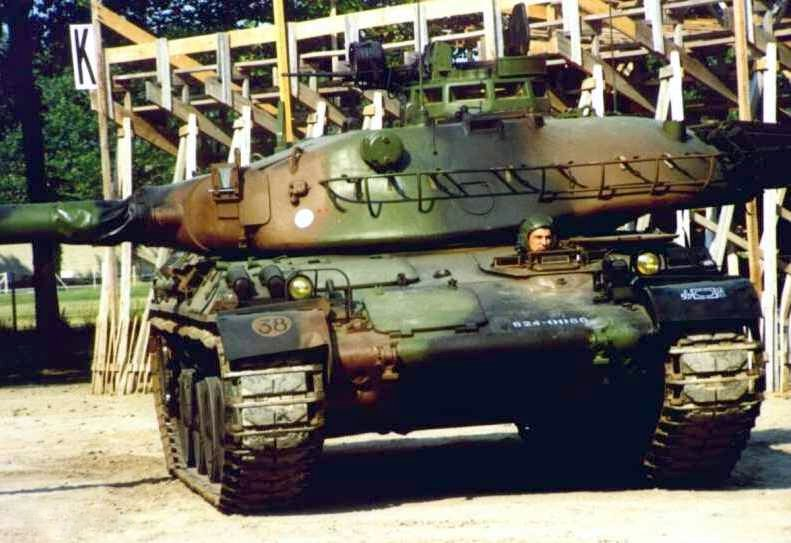
AMX-30B do Exército Francês com a camuflagem Centre-Europe utilizada a partir de 1986.

Os primeiros modelos foram entregues ao Exército Francês em 1966. Os primeiros cinco tanques foram entregues ao 501e Régiment de Chars de Combat (Regimento de Carros de Combate) em agosto daquele ano. A versão de produção do AMX-30B pesava 36 toneladas métricas (40 toneladas curtas) e sacrificou a proteção para aumentar a mobilidade; o que também criava a desvantagem do projeto com uma blindagem de apenas 50mm de espessura, incapaz de proteger o AMX-30 contra as armas contemporâneas dos tanques da OTAN ou do Pacto de Varsóvia. Os franceses acreditavam que seria necessária muita blindagem para proteção contra as últimas ameaças antitanque, reduzindo assim a capacidade de manobra do tanque. A proteção, ao contrário, era fornecida pela velocidade e pelas dimensões compactas do veículo, incluindo uma altura de apenas 2,28 metros. Além disso, foi concebido para ser capaz de operar com um mínimo de serviços de apoio.
O AMX-30 tinha um canhão de 105mm, disparando uma avançada ogiva antitanque altamente explosiva (high-explosive anti-tank, HEAT) conhecida como Obus G. O Obus G usava um invólucro externo, separado da carga principal por rolamentos de esferas, para permitir que o cartucho girasse estabilizado pela arma sem girar a ogiva interna, o que interromperia a formação do jato.
A mobilidade era fornecida pelo motor diesel HS-110 de 720 cavalos (540kW), embora a transmissão problemática afetasse negativamente o desempenho do tanque. Em 1979, devido a problemas causados pela transmissão, o Exército Francês começou a modernizar sua frota de tanques para os padrões AMX-30B2, a qual incluiu uma nova transmissão, um motor aprimorado e a introdução de um novo penetrador de energia cinética estabilizado por aletas OFL 105 F1.
O projeto incluiu algumas características da era atômica, com um casco totalmente fechado para permitir operações em ambientes de contaminação química, biológica e nuclear (QBN). O tanque é também capaz de atravessar cursos d'água à até 2m de profundidade. A blindagem é feita de chapas laminadas e vazadas, completamente soldadas. A torre de tiro é inteiramente soldada para a máxima proteção. O tanque pode transportar até 47 projéteis de munição.

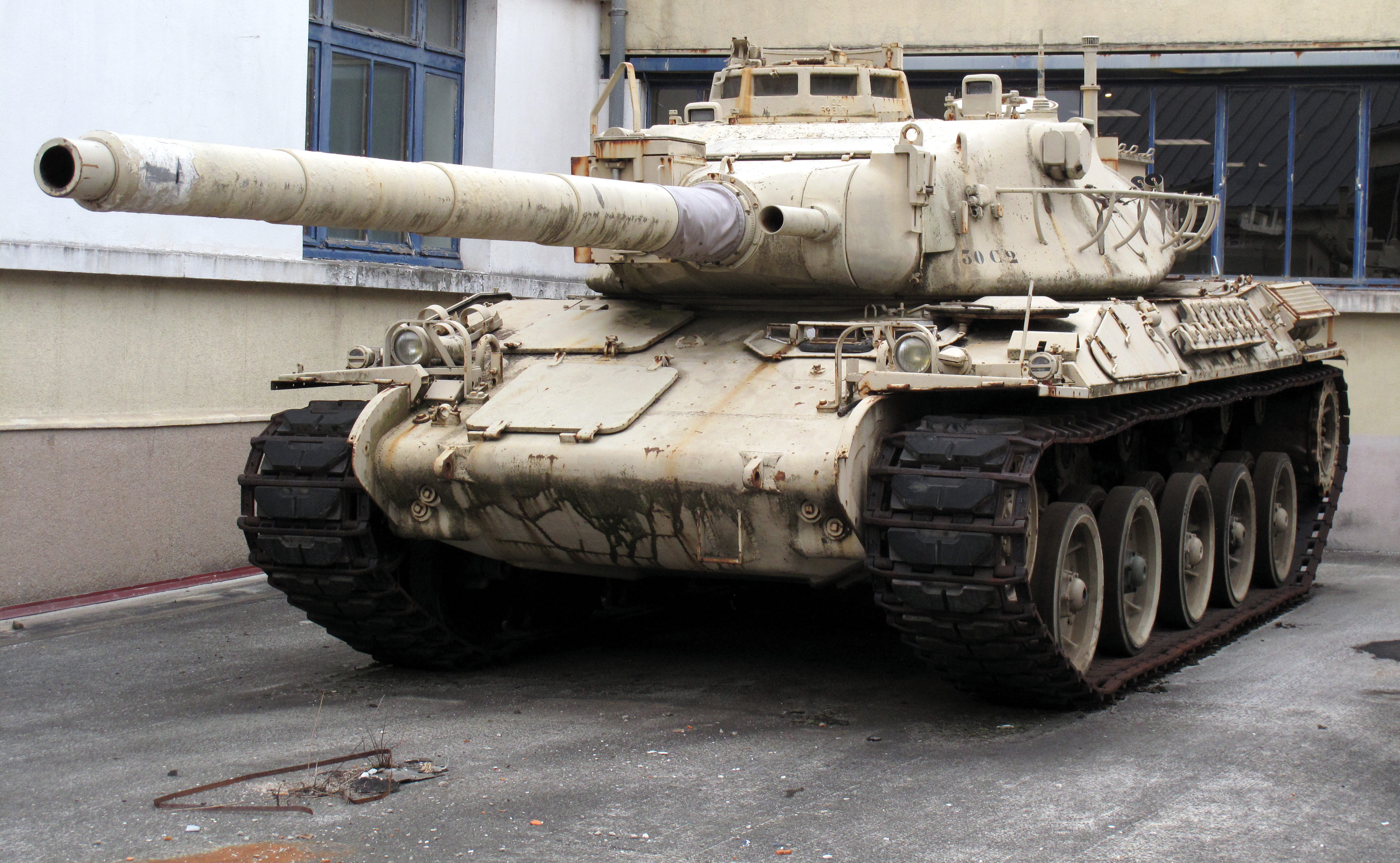
Protótipo do AMX-30C2 com o canhão raiado de 105mm no Museu de Blindados de Saumur, na França.

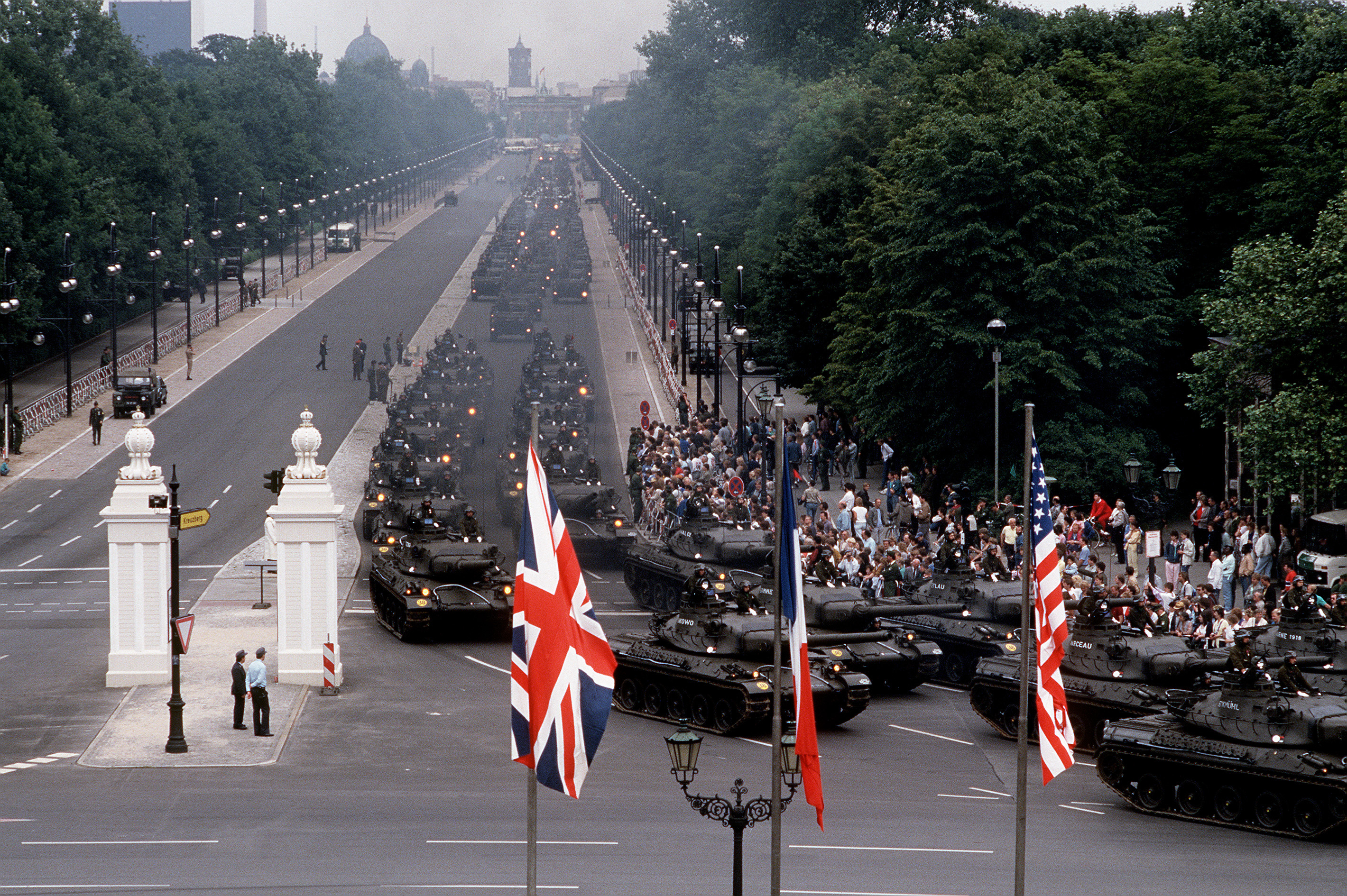
Desfile do 11º Regimento de Chasseur em 11 de junho de 1988 no Dia das Forças Aliadas em Berlim Ocidental. Em primeiro plano, tanques AMX-30B seguidos por transportes VAB.

O AMX-30 foi precedido por dois projetos de tanques médios franceses do pós-guerra. O primeiro, o ARL 44, era um tanque provisório. Seu substituto, o AMX 50, foi cancelado em meados da década de 1950 em favor da adoção do tanque M47 Patton americano. Em 1956, o governo francês entrou em um programa de desenvolvimento cooperativo com a Alemanha Ocidental e a Itália em um esforço para projetar um tanque padronizado. Embora as três nações tenham concordado com uma série de características específicas que o novo tanque deveria ter, e tanto a França quanto a Alemanha começaram a trabalhar em protótipos distintos com a intenção de testá-los e combinar o melhor de ambos, o programa falhou porque a Alemanha decidiu não adotar o novo canhão de tanque francês de 105 milímetros, e a França declarou que adiaria a produção até 1965. Como resultado, ambas as nações decidiram adotar tanques baseados em seus próprios protótipos. O tanque alemão tornou-se o Leopard 1, enquanto o protótipo francês tornou-se o AMX-30.
Já em 1969, o AMX-30 e variantes foram encomendados pela Grécia, logo seguida pela Espanha (AMX-30E). Nos próximos anos, o AMX-30 seria exportado para Arábia Saudita, Venezuela, Catar, Emirados Árabes Unidos, Chipre e Chile. Ao final da produção, 3.571 unidades do AMX-30 e suas variantes foram fabricadas. Tanto a Espanha quanto a Venezuela iniciaram posteriormente extensos programas de modernização para prolongar a vida útil de seus veículos e elevar seus tanques a padrões mais modernos. Na Guerra do Golfo de 1991, os AMX-30 foram empregados pelos exércitos francês e catariano. Os AMX-30 catarianos entraram em ação contra as forças iraquianas na Batalha de Khafji. A França e a maioria das outras nações substituíram seus AMX-30 por equipamentos mais atualizados no final do século XX.

## Antecedentes

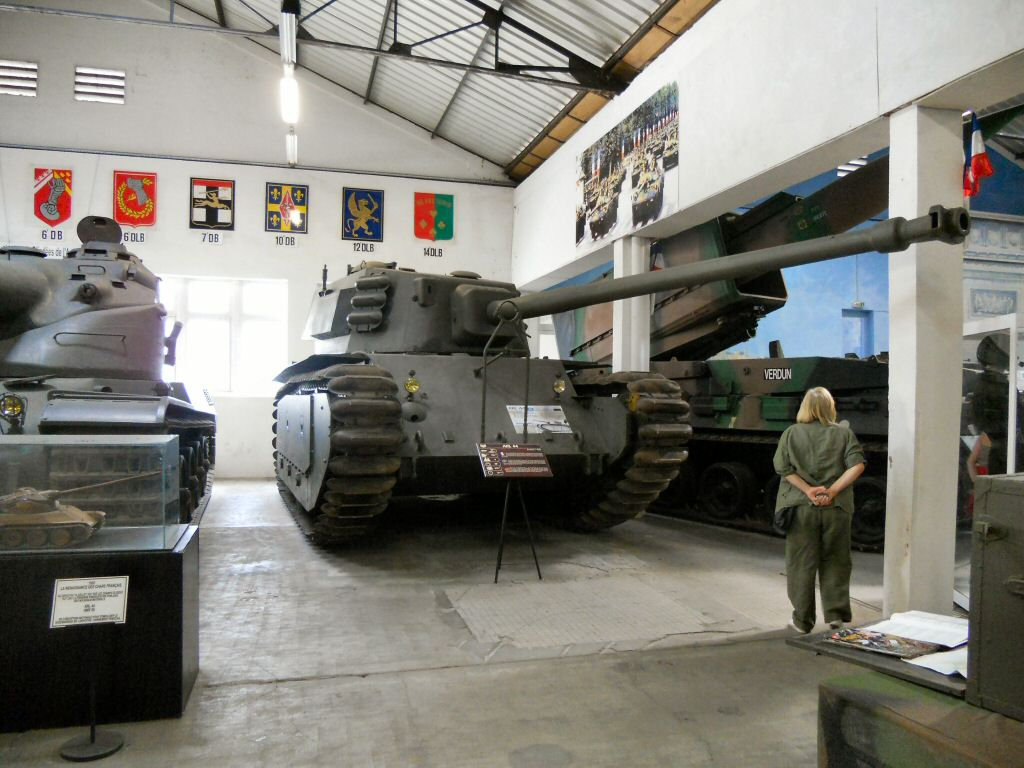
ARL 44 no Museu de Blindados de Saumur, na França.

Embora a ocupação da França durante a Segunda Guerra Mundial tenha interrompido temporariamente o desenvolvimento francês de veículos blindados de combate, a pesquisa clandestina permitiu que os franceses recuperassem rapidamente o terreno perdido após sua libertação em meados de 1944. Durante a ocupação, os franceses trabalharam secretamente em um programa de blindados que foi, em 1944, assumido pela oficina estatal Atelier de Construction de Rueil (ARL), resultando no projeto e produção do tanque pesado ARL 44, que começou a ser produzido em 1946. O tanque era movido por um motor Maybach HL-230 de 575 cavalos (429kW) e armado com um canhão de 90 milímetros, adaptado de um canhão anti-aéreo. Embora o veículo de 48 toneladas métricas (53 toneladas curtas) fosse comparável aos tanques de batalha contemporâneos em poder de fogo e potência do motor, ele sofria de desvantagens distintas, incluindo um projeto de lagarta antiquado; herança do Char B1 bis e baseado em um sistema de pás de neve. Embora 600 fossem planejados, apenas 60 foram produzidos em 1950, e que emitidos para o 503e Régiment de Chars de Combat do Exército Francês. Dado que o ARL 44 havia sido considerado apenas um veículo temporário para as forças blindadas francesas desde o início, servindo como char de transition para reiniciar a indústria francesa, o trabalho em um novo tanque já começara em março de 1945.

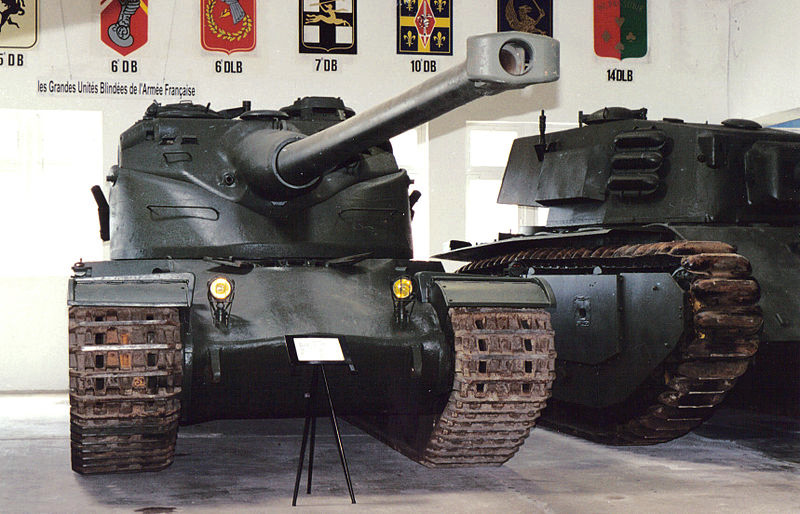
AMX 50 ao lado do ARL 44 em Saumur.

O desenvolvimento do novo tanque foi oferecido a cinco fabricantes diferentes: Atelier de Construction d'Issy-les-Moulineaux (AMX), Forges et Chantiers de la Méditerranée (FCM), Renault, Societé Lorraine de Dietrich (SLD-Lorraine) e Societé d'Outillage Mécanique et d'Usinage d'Artillerie (SOMUA). O novo veículo foi baseado no novo requisito do pós-guerra para um único tanque de batalha, e esse novo veículo foi denominado AMX 50. Trabalhos nesse novo projeto começaram dois meses antes do fim da guerra na Europa, sendo incorporado na tabela do programa de rearmamento do pós-guerra. Sua inclusão foi feita como o único tipo de tanque de batalha, o que coloca o seu conceito à frente daqueles da União Soviética, Estados Unidos e Grã-Bretanha, que ainda separariam seus tanques em médios e pesados por muitos anos.
O AMX 50 foi muito influenciado pelos panzers alemães Panther e Tiger II, e esperava-se por um tanque com tanta mobilidade quanto o Panther e pelo menos tão bem armado quanto o Tiger II. Seu casco e suspensão eram semelhantes aos do Panther, que havia sido usado pelo Exército Francês no imediato pós-guerra. Embora o projeto fosse emprestado de tanques alemães, incluindo o motor Maybach de 1.000 cavalos de potência (750kW), baseado em um modelo anterior, e as rodas com barra de torção suspensas, o AMX 50 também incluía uma série de recursos exclusivos. Por exemplo, incluía uma torre oscilante, montada em munhões, que foi a primeira de seu tipo; chamada Tourelle D. A torre oscilante consistia em duas partes, uma das quais montada nos munhões da parte inferior, presa ao anel da torre. O canhão principal foi fixado na parte superior, facilitando a elevação e o abaixamento do canhão, além de simplificar o equipamento de controle de tiro e a instalação do sistema de carregamento automático.
Dos três contratados, a Renault retirou-se do programa, enquanto no início de 1946 o governo francês selecionou o AMX e a SOMUA para continuar o desenvolvimento. Os protótipos foram designados M4, e o AMX completou seu protótipo em 1949, enquanto a SOMUA não seria finalizado até 1956. O primeiro protótipo do AMX estava armado com um canhão de 90 milímetros, embora um segundo protótipo tenha sido equipado com um canhão maior de 100 milímetros em julho de 1950. Embora a intenção fosse colocar o AMX 50 em produção como o tanque médio padrão da União Européia Ocidental, razões financeiras e a chegada de ajuda militar dos Estados Unidos na forma de 856 tanques M47 Patton fizeram com que o programa original fosse abandonado. Em 1951, foi decidido transformar o programa em um projeto de tanque pesado com um canhão ainda maior de 120 milímetros; embora três protótipos tenham sido construídos, este projeto também foi abandonado em 1956, principalmente devido a uma falha em projetar um motor suficientemente potente.

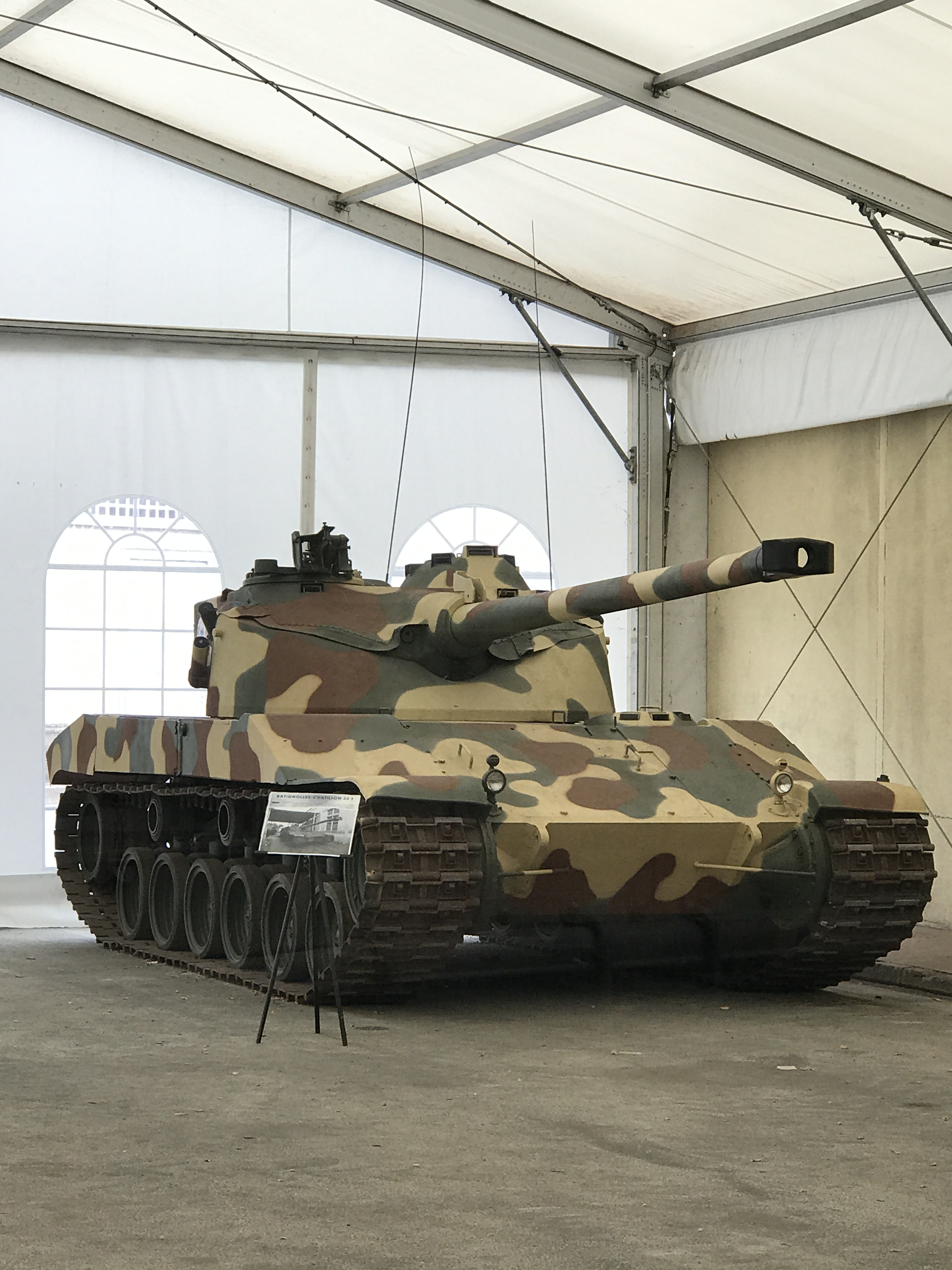
O protótipo do Batignolles-Châtillon 25T restaurado no Museu de Blindados de Saumur, na França.

Com o fim do programa AMX 50 de 100 milímetros em 1951, a França temporariamente abandonou oficialmente a ideia de produzir um tanque médio. Esperava-se que a Alemanha Ocidental logo tivesse permissão para se rearmar, e os alemães pareciam cogitar o conceito de equipar suas forças com uma série de tanques leves de baixo custo, mas com canhões relativamente poderosos, sua quantidade compensando a falta de paridade de armamento total com os tanques médios mais recentes. A perspectiva de entregar muitos milhares deles aos alemães induziu os franceses a adotar a ideia e planejar a criação de divisões blindadas "Tipo 67" de tanques leves, para as quais o AMX-13/105 foi especialmente projetado. Um projeto de iniciativa privada destinado a cumprir o mesmo requisito foi o Char Batignolles-Châtillon, um pouco maior. Um protótipo de tanque médio derivado deste último, feito em 1955, provou que era possível produzir um tanque com um canhão de primeira linha e protegido frontalmente com equivalência de aço de 80 milímetros dentro de uma restrição de peso de 30 toneladas métricas (33 toneladas curtas). Isso reavivou o interesse no conceito do tanque médio.
Em 1956, o grupo de trabalho de defesa WEU FINBEL (acrônimo para França, Itália, Neerlândia, Bélgica e Luxemburgo), fundado em 1953 e composto por representantes dos vários Estados-Maiores, elaborou um conjunto de especificações para um novo tanque médio para eventualmente substituir seus tanques americanos e britânicos. Nesse mesmo ano, a Alemanha juntou-se ao grupo de trabalho, transformando-o em FINABEL (o "A" adicionado para Allemagne, "Alemanha" em francês) e em 27 de outubro de 1956 em Colomb-Béchar, na Argélia Francesa, um acordo bilateral foi concluído entre a França e a Alemanha para colaborar na construção um tanque. Embora as outras nações da FINABEL não tenham participado formalmente, o tipo foi chamado de Europa-Panzer para indicar sua natureza europeia comum, e especialistas de todos os países estiveram envolvidos no processo do projeto. As especificações (FINABEL 3A5) para o novo tanque exigiam um tanque de batalha leve e móvel, definindo o limite de peso para 30 toneladas métricas (33 toneladas curtas) e comprometendo a capacidade de blindar pesadamente o veículo.

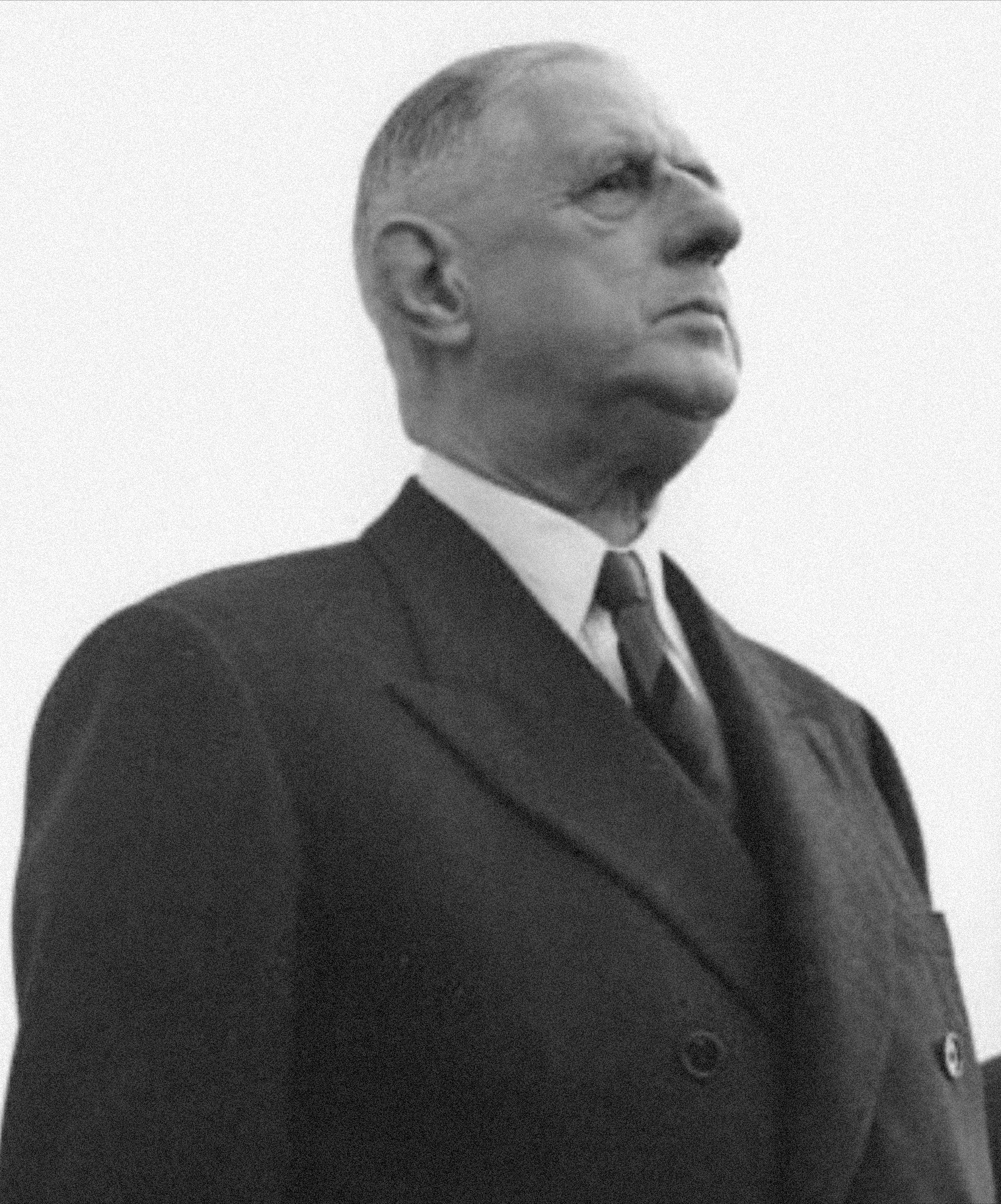
O presidente General Charles de Gaulle, 1961.

Engenheiros franceses e alemães, durante uma conferência em Bonn, a capital da Alemanha Federal, em 12 de fevereiro de 1957, definiram os requisitos para o futuro tanque. Isso incluía uma largura máxima de 3,15 metros, uma altura de 2,15 metros e um canhão de 105 milímetros, a ser desenvolvido pelo instituto de pesquisa militar franco-alemão em Saint-Louis. O novo tanque teria um motor a gasolina refrigerado a ar, uma suspensão de barra de torção com choques hidráulicos, uma relação potência-peso de pelo menos 30 cavalos de potência (22kW) e uma autonomia de pelo menos 350 quilômetros. Em maio, a Itália aderiu ao projeto, embora apenas nominalmente, sem qualquer contribuição material, porque depois da guerra não havia escritórios de projeto de tanques. Nesse mesmo ano, em 28 de novembro, os ministérios da defesa francês e alemão em Paris concordaram com um contrato que permitiria a ambos os países produzir dois protótipos separadamente. No ano seguinte, porém, o projeto sofreu um primeiro revés quando Charles de Gaulle assumiu o poder na França, criando a Quinta República: o tratado de Paris tinha como ponto principal desenvolver uma arma nuclear comum e, em 17 de junho de 1958, de Gaulle decidiu recusar à Alemanha e à Itália a bomba atômica, para evitar antagonizar os EUA e o Reino Unido. Isso fez com que a Alemanha também perdesse muito interesse em um projeto de tanque comum.

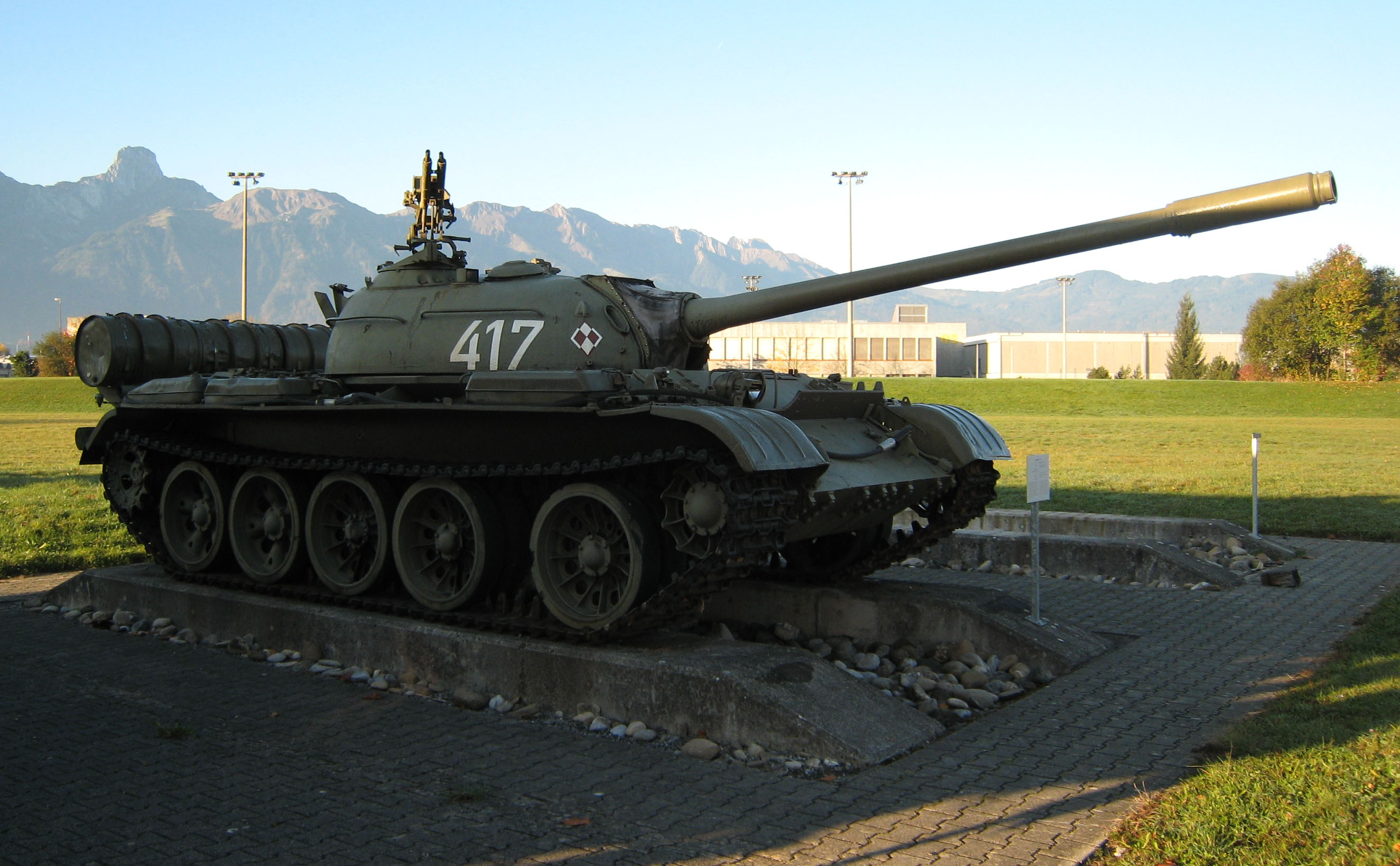
T-54A polonês no Museu de Blindados de Thun, na Suíça.

Os protótipos franceses foram desenvolvidos e produzidos pelo Atelier de Construction d'Issy-les-Moulineaux, sob a direção do engenheiro-chefe Heissler do AMX e do General Joseph Molinié da Direction des Études et Fabrications d'Armements (DEFA, a posterior Direction Technique des Armements Terrestres); o primeiro protótipo foi concluído em setembro de 1960 e testado a partir de fevereiro de 1961. O segundo, com telêmetro e lagarta aprimorados, foi testado em julho de 1961. Estes primeiros veículos tinham uma torre muito arredondada, numa imitação deliberada do T-54 soviético, e motores a gasolina Sofam. Outros sete, com uma torre fundida mais fina e aprimorado, foram fabricados entre 1961 e 1963. O trabalho nos protótipos alemães foi realizado por duas equipes, incluindo a Equipe A composta pela Porsche, Maschinenbau Kiel, Luther & Jordan e Jung-Jungenthal. A equipe B foi composta pela Ruhrstahl, Rheinstahl-HANOMAG e Henschel. As maquetes de madeira foram concluídas em 1959, enquanto os dois primeiros protótipos foram concluídos em 1961 (concluídos pela Equipe A).

## Desenvolvimento

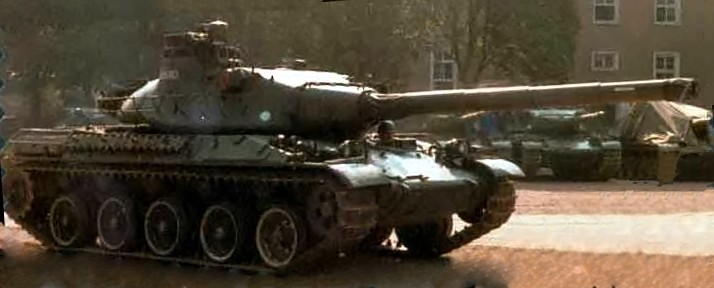
Um dos dois veículos de pré-produção de 1965.

De Gaulle decidiu que a França não participaria mais da organização militar da OTAN, embora permanecesse formalmente como membro. Isso causou uma cisão entre a França e a Alemanha Ocidental, a qual passou a enfatizar a padronização com equipamentos americanos, especialmente em armamento, e a seguir a nova política da OTAN de usar motores diesel multi-combustíveis. O ministro da defesa alemão, Franz Josef Strauss, começou a se opor ao projeto do tanque comum. Em julho de 1963, o comitê de defesa do Bundesrat alemão decidiu adquirir um tanque puramente nacional. Em resposta, no mesmo mês, o governo francês decidiu da mesma forma.

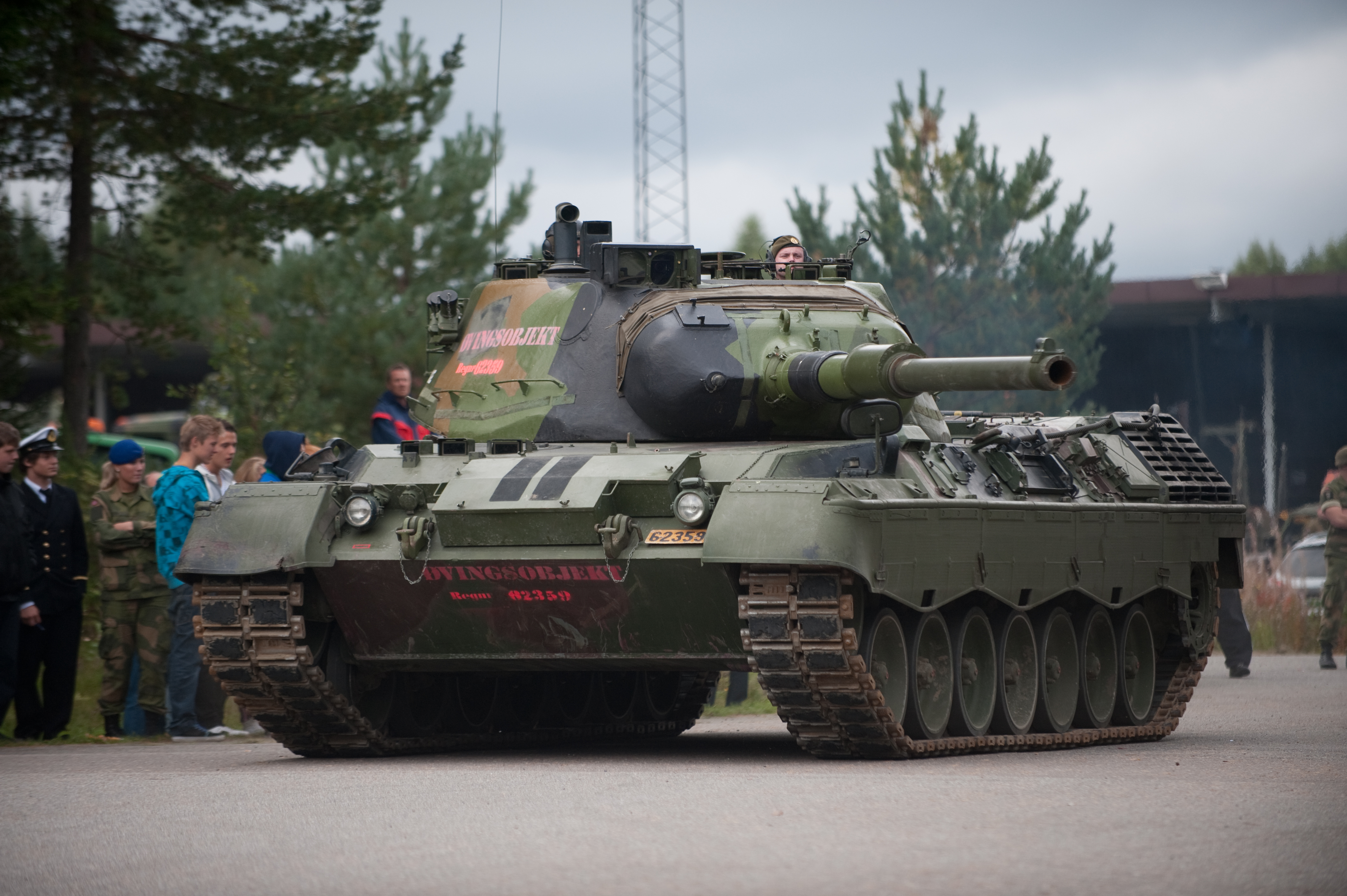
Leopard 1 norueguês.

No entanto, testes comparativos foram realizados em Mailly-le-Camp, Meppen, Bourges e Satory entre cinco protótipos franceses e cinco alemães entre agosto e outubro de 1963, sob supervisão italiana, holandesa, belga e americana. O modelo francês recebeu uma designação nacional separada: AMX 30. Os testes indicaram que o tipo alemão tinha uma melhor mobilidade e aceleração; em 1º de outubro o modelo alemão foi batizado Leopard. O governo francês decidiu que não poderia adquirir um novo tanque até 1965, enquanto os alemães se recusaram a adotar o canhão de tanque franco-alemão de 105 milímetros, em vez do Royal Ordnance L7 britânico, do qual já haviam encomendado 1.500 no outono de 1962, tendo falhado seu plano para a Rheinmetall produzir na Alemanha um tipo comum de munição de qualidade suficiente. As sugestões para salvar o projeto combinando a torre francesa com o chassis alemão falharam. Como resultado, o programa foi cancelado e os franceses e alemães decidiram definitivamente adotar seus dois tanques separadamente.

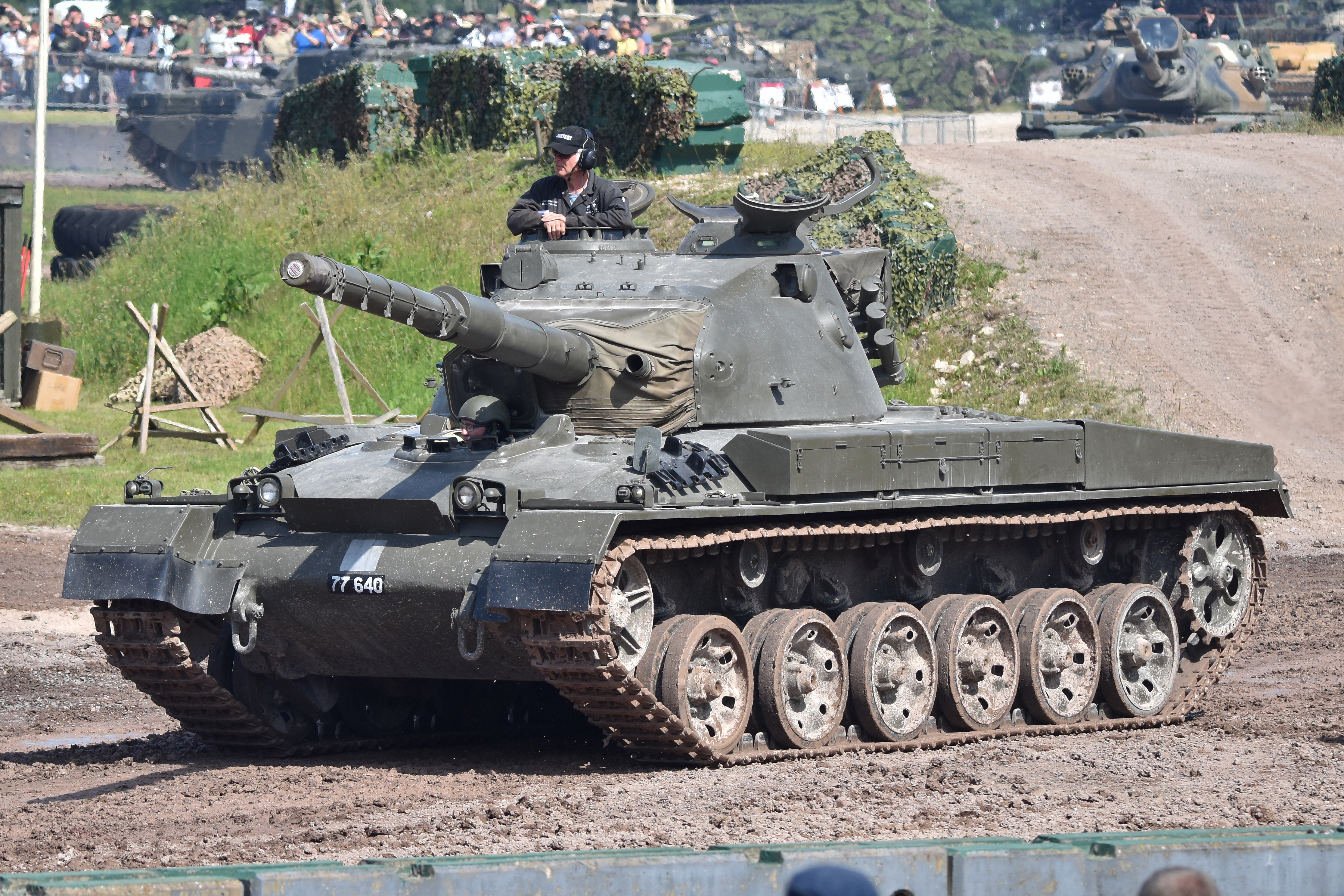
Panzer 61 suíço.

Os protótipos do AMX-30 pesavam 32,5 toneladas (35,8 toneladas curtas) e eram compactos, com largura de 3,1 metros, comparável apenas ao Panzer 61 suíço, e altura de 2,28 metros, comparável apenas ao T-55 soviético. Em contraste com o AMX-50, o AMX-30 recebeu uma torre convencional, porque descobriu-se que era mais difícil vedar torres oscilantes contra poeira radioativa e contra água quando o tanque estava submerso. As torres oscilantes também tinham uma grande fraqueza balística na área da saia e do anel da torre. Originalmente, os dois primeiros protótipos eram movidos por um motor de ignição por faísca de 720 cavalos (540kW), denominado SOFAM 12 GSds. Posteriormente, foi adotado um motor diesel multi-combustível, desenvolvido pela Hispano-Suiza. Os sete protótipos de 1963 do AMX-30 foram posteriormente reconstruídos com o novo motor a diesel. Dois outros protótipos, destinados a veículos de pré-produção direta, foram entregues em novembro de 1965. Além dos motores a diesel, eles mudaram o casco e os moldes da torre e diferentes manteletes de canhão; o último seria novamente alterado nos veículos de produção.

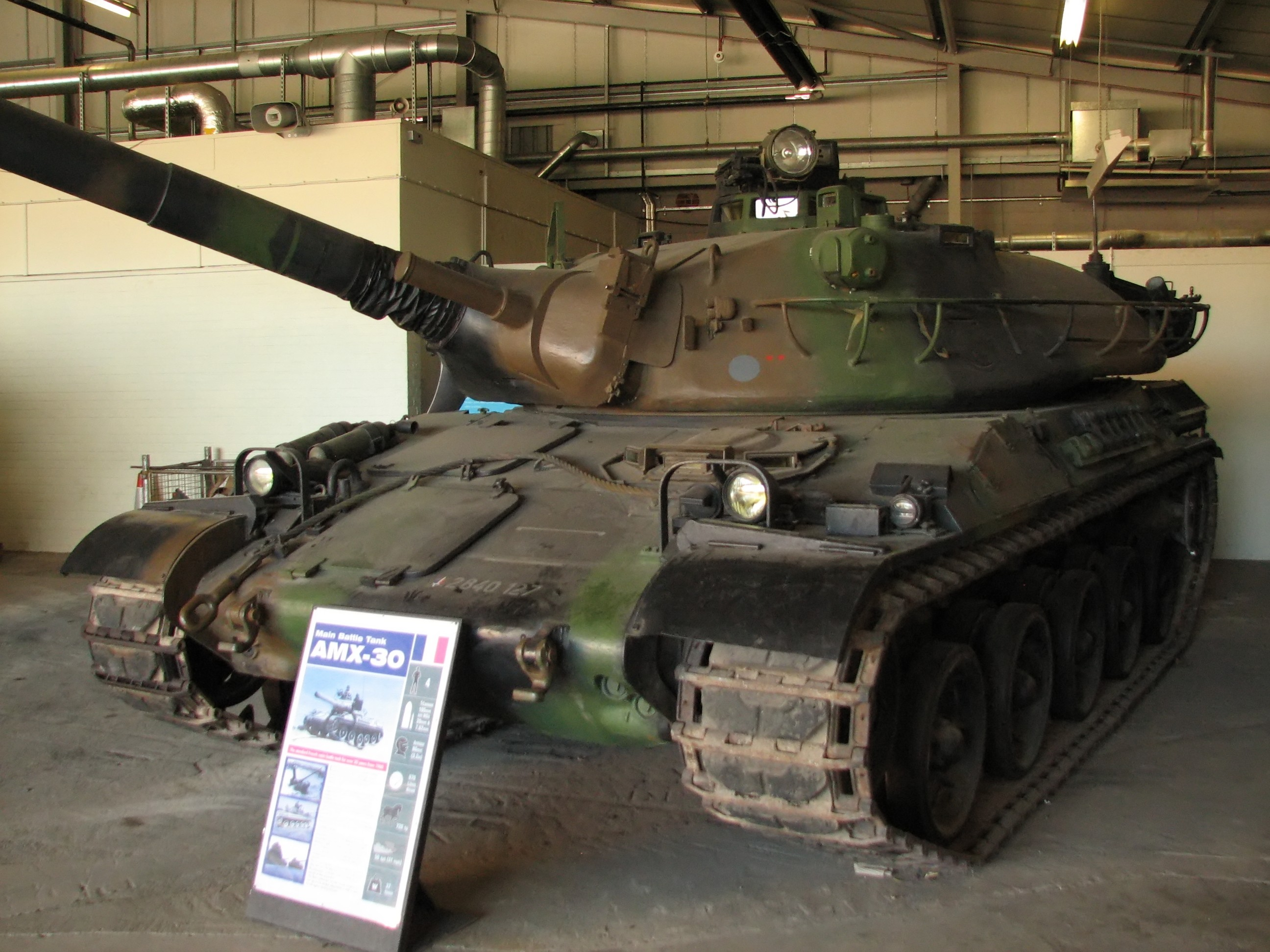
Tanque de batalha principal francês AMX-30B2 no Museu de Tanques de Bovington, na Inglaterra.

As primeiras versões de produção do AMX-30, denominadas AMX 30B para distingui-los dos protótipos AMX 30A, foram concluídas em junho de 1966, fabricadas com um casco fundido e soldado e uma torre totalmente fundida. A versão de produção do tanque tinha um peso de combate de 36 toneladas métricas (40 toneladas curtas). A capacidade de sobrevivência do AMX-30 foi baseada em sua mobilidade; os engenheiros franceses acreditavam que a mobilidade do tanque teria sido comprometida se tivessem adicionado revestimento de aço suficiente para protegê-lo contra ameaças antitanque modernas, incluindo ogivas antitanque altamente explosivas (HEAT). Como resultado, o AMX-30 tinha a blindagem mais fina de todos os tanques de batalha principais produzidos na época. A torre tem uma espessura máxima de blindagem de 50 milímetros (2 polegadas), a blindagem inclinada a 70 graus na placa frontal e 23 graus na lateral, oferecendo proteção contra projéteis perfurantes de blindagem de 20 milímetros (0,79 pol.). Os valores da blindagem da linha de visão são: 79 milímetros (3,1 pol.) na frente do casco; 59 milímetros (2,3 pol.) nos lados dianteiros do casco; 30 milímetros (1,2 pol.) nos lados traseiros e a parte traseira do casco; 15 milímetros (0,59 pol.) na parte superior e inferior do casco; 80,8 milímetros (3,18 pol.) na frente da torre; 41,5 milímetros (1,63 pol.) nos lados da torre; 50 milímetros (2,0 pol.) na parte traseira da torre e 20 milímetros (0,79 pol.) no topo da torre. Proteção adicional é oferecida por um traje de proteção química, biológica e nuclear (QBN) incluindo um sistema de ventilação.

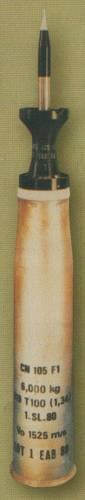
Obus flecha OFL 105 F1.

Uma das características únicas do AMX-30 era o projétil HEAT Obus à Charge Creuse de 105 mm Modèle F1 (Obus G) e seu canhão principal, o Modèle F1, um canhão monobloco de aço de 105 milímetros. O canhão era protegido contra dobragem com uma manga térmica de liga de magnésio. As ogivas de carga oca sofrem quando o giro é estabilizado, um produto de canos raiados, fazendo com que os franceses desenvolvam o Obus G, (Gresse). Este projétil era composto de duas partes principais, incluindo a casca externa e uma casca interna suspensa, separadas por rolamentos de esferas. Isso permitiu que o projétil fosse estabilizado por rotação e, portanto, mais preciso do que uma munição HEAT estabilizada por barbatana normal, enquanto o invólucro interno não girava, permitindo que a ogiva funcionasse com eficiência máxima. A ogiva, contendo 780 gramas de hexolita, podia penetrar até 400 milímetros de blindagem de aço e era eficaz contra tanques a uma distância de até 3.000 metros. Por combinar uma boa precisão com uma penetração independente do alcance, foi considerada uma "munição ideal" para a época. O AMX-30 também foi projetado para disparar o projétil de alto explosivo OE F1 Mle.60, a ogiva de treinamento SCC F1 e a munição de fumaça OFUM PH-105 F1.

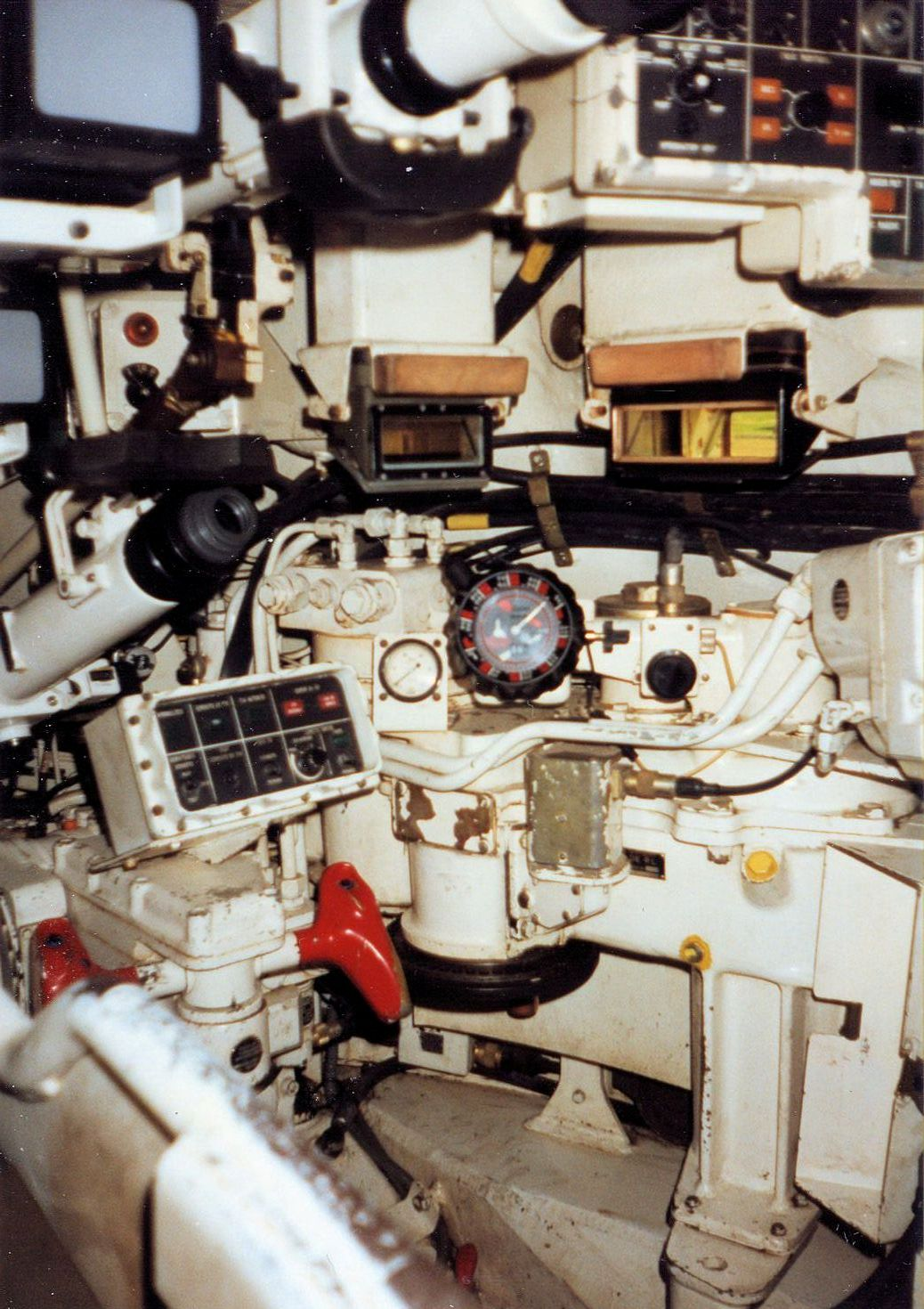
Posto do atirador na torre do AMX-30B2.

O canhão principal era acoplado a um freio de recuo de 380 milímetros, que tinha uma extensão máxima de 400 milímetros e podia abaixar a -8 graus ou elevar a 20 graus. O poder de fogo da torre foi aumentado por uma metralhadora coaxial Browning M2 de 12,7 milímetros. O comandante do tanque também fez uso de uma metralhadora antiaérea de 7,62 milímetros no teto da torre. O veículo transportava 50 projéteis de 105 milímetros, 748 cartuchos de 12,7 milímetros e 2.050 de 7,62 milímetros. O comandante do tanque recebeu uma cúpula que oferecia dez episcópios de visão direta e um telescópio binocular com ampliação de 10x. O comandante também recebeu um telêmetro óptico de coincidência de campo completo. O atirador recebeu uma mira telescópica e dois periscópios de observação.

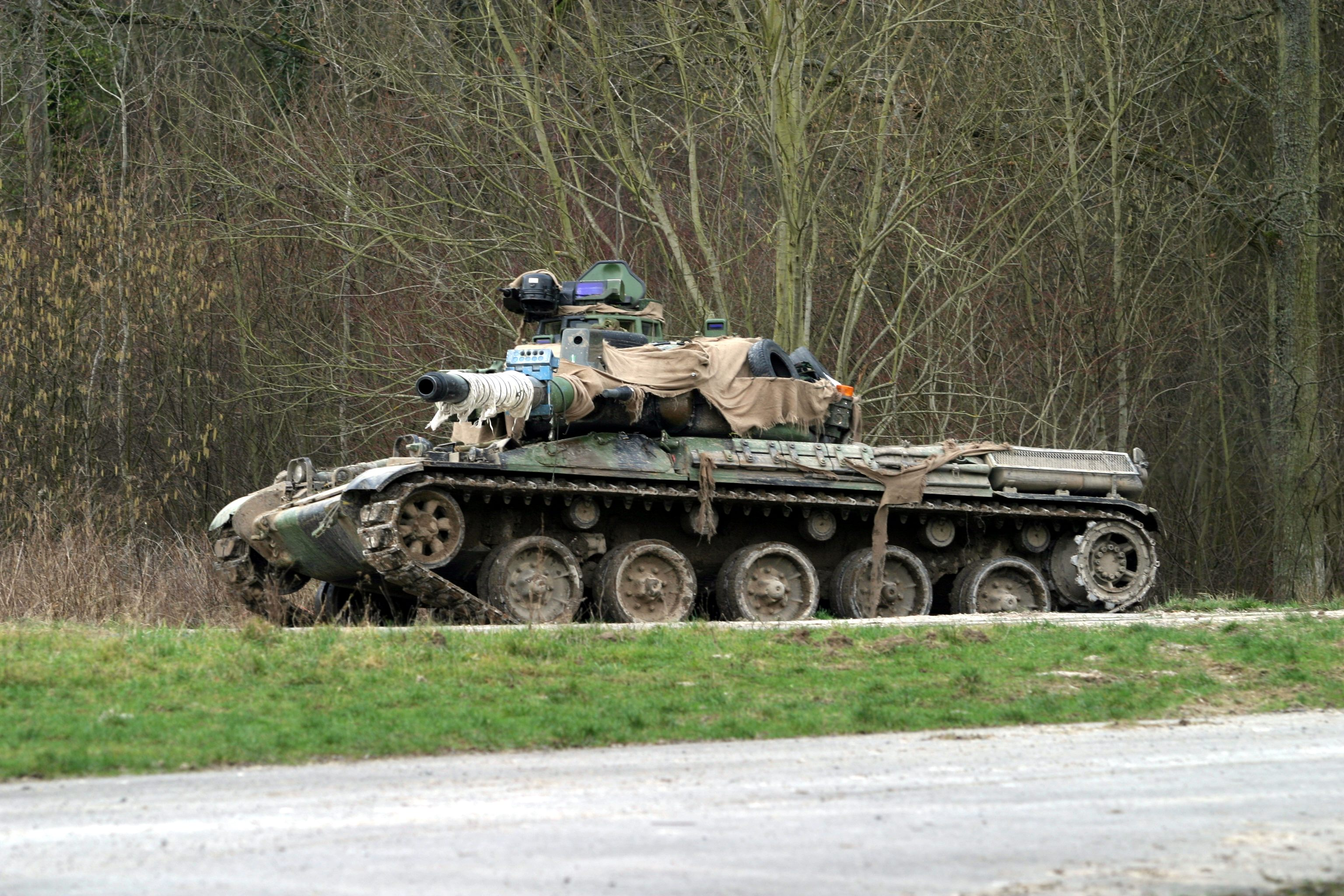
AMX-30 FORAD (Force Adverse) representando um T-72 em manobra.

A versão de produção do AMX-30 foi equipada com o motor diesel HS-110 da Hispano-Suiza, localizado na parte traseira do casco. O motor de 28,8 litros podia ser substituído em campanha em 45 minutos e produzia 720 cavalos de potência (540kW), oferecendo ao tanque uma velocidade máxima de 65 quilômetros por hora nas estradas. O motor eficiente em termos de combustível, em conjunto com uma capacidade total de combustível de 970 litros, deu ao AMX-30 uma autonomia máxima em estrada de até 600 quilômetros. O acionamento do motor é feito por meio de uma embreagem centrífuga de disco duplo Gravina G.H.B.200C. A caixa de câmbio era um AMX 5-SD-200D, com cinco marchas à frente e cinco marchas à ré. Esta transmissão foi fortemente influenciada pela do tanque alemão Panther e foi baseada em um projeto iniciado em 1938. A transmissão era uma das principais falhas do AMX-30 e causava uma variedade de problemas mecânicos, incluindo o fato do motorista ter que trocar de marcha manualmente em horários específicos, mesmo que o tanque estivesse se movendo em terrenos acidentados. O peso do tanque é distribuído em cinco rodas duplas de liga de alumínio com pneus de borracha em ambos os lados, impulsionadas em lagartas de 570 milímetros (22 pol.) de largura. O tanque poderia ultrapassar obstáculos de profundidade de 1,3 metros sem preparação, até 2 metros com preparação menor e até 4 metros com preparação completa. A preparação completa para as operações na água consistiu na adição de um tubo de snorkel, na instalação de placas cegas, instaladas na frente do casco, sobre as persianas de entrada de ar do compartimento do motor e na instalação de equipamentos de acionamento infravermelho, incluindo um holofote. Em 1969, um veículo especial de treinamento de mergulho e evacuação, sem motor ou lagartas, foi criado e apelidado de AMX 30 Gloutte (do francês faire glouglou, "gorgolejar"); podia ser baixado rapidamente por guincho para um reservatório e era equipado com um tubo de escape.

## Modernização

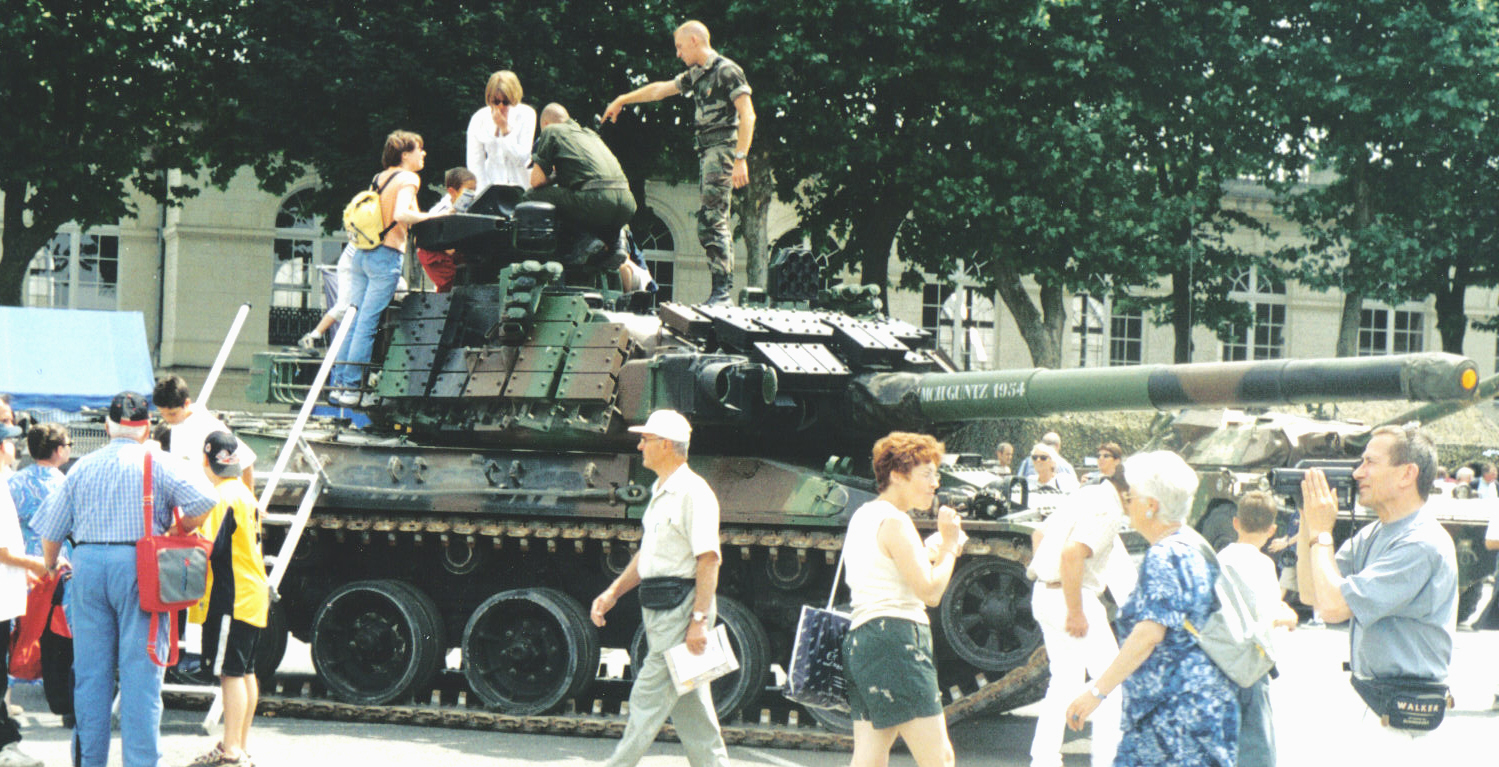
Um AMX-30B2 BRENUS em sua versão atualizada usando tijolos de blindagem reativa do tipo DSG2.

Durante a execução da produção, muitas melhorias foram implementadas. A partir de 1972, a metralhadora pesada coaxial original foi substituída por um canhão automático de 20 milímetros de duplo propósito contra blindados leves e helicópteros, com a capacidade de abaixar a -8 graus e elevar a 40 graus. Todos os veículos do Exército Francês foram eventualmente elevados para este novo padrão, mas a designação permaneceu AMX 30B.

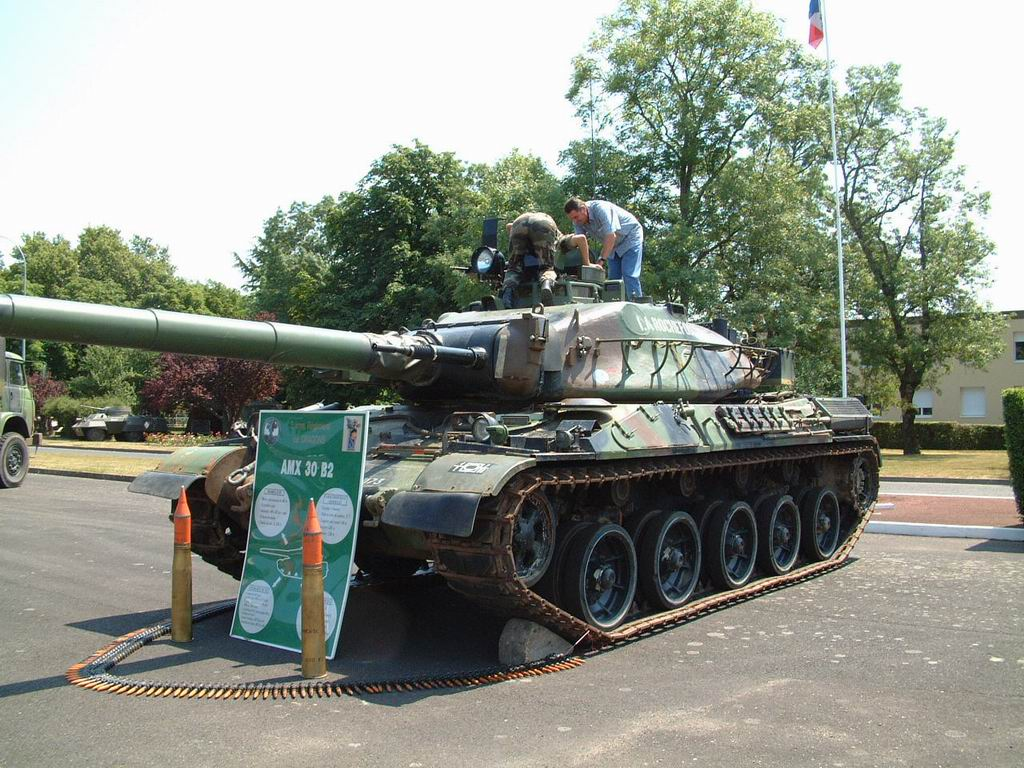
AMX-30B2 com o canhão 20mm de tiro rápido visível.

A partir de 1973, apenas sete anos após o início da produção, os franceses iniciaram um programa de pesquisa para uma futura modificação do tanque. O projeto deveria resultar em um AMX 30 Valorisé ("AMX-30 Atualizado"). Em junho de 1979, o Exército Francês decidiu tanto pela construção de veículos novos quanto pela modernização dos AMX-30 existentes com um sistema de controle de tiro aprimorado e uma nova transmissão, e os designou como AMX-30B2. Os primeiros novos veículos de produção entraram em serviço em janeiro de 1982. As melhorias no sistema de controle de incêndio COTAC APX M-508 incluíram a instalação de um telêmetro a laser e uma TV de baixa luminosidade (LLTV). A letalidade do canhão principal foi melhorada com a introdução de um novo sabot de descarte estabilizado de perfuração de blindagem (armour piercing fin stabilized discarding sabot, APFSDS). O motor original foi trocado por uma variante melhorada, conhecida como HS-110.2, produzindo 680 cavalos de potência (510kW). A transmissão ruim foi substituída pela transmissão semiautomática SESM ENC200 (agora RENK France), com um conversor de torque. A suspensão foi aprimorada com a adoção de novas barras de torção e amortecedores, que aumentaram a faixa de deflexão vertical das rodas, melhorando assim a mobilidade off-road do tanque. A partir de 1998, o Exército Francês começou a substituir os motores de seus tanques AMX-30 restantes e variantes por motores 500 Renault Mack E9 de 750cv.

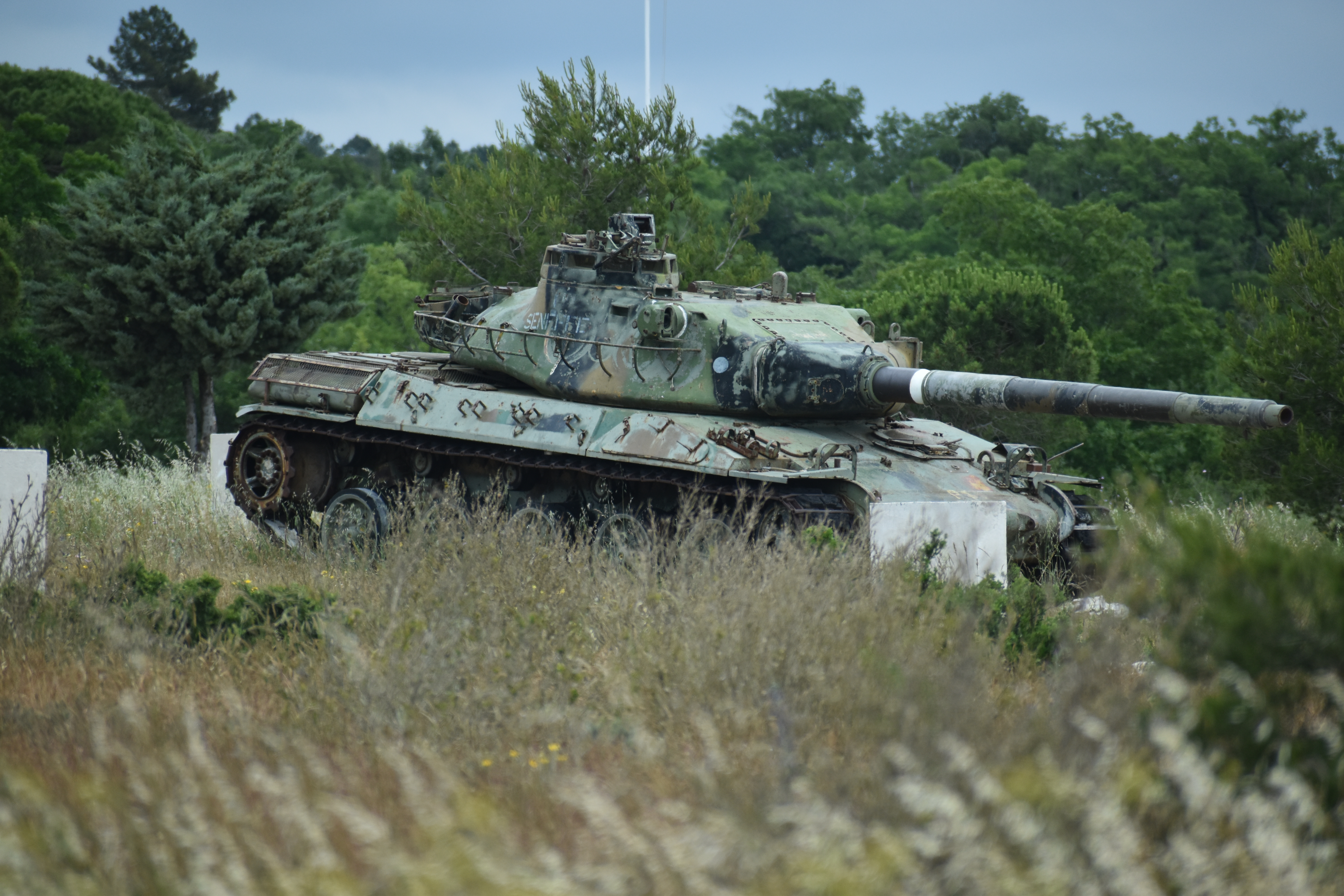
AMX-30 no campo militar de Bertrandou.

Nos anos noventa, um pacote de blindagem reativa foi desenvolvido para o AMX-30B2 - denominado BRENUS ou Brennus, em homenagem ao líder Breno que liderou o exército gaulês no saque de Roma - mas foi distribuído apenas para dois regimentos de tanques, que em tempos de paz foram combinados nos 1er/2e Chasseurs, que faziam parte da força de reação rápida da França; os outros dois regimentos usando o AMX-30, os 2e/5e Dragons, tiveram seus tanques apenas adaptados para uma possível atualização relativamente rápida, em caso de emergência. O sistema BRENUS usou 112 caixas reativas explosivas GIAT BS (Brique de Surblindage) G2 com um peso total de 1,7 toneladas métricas (1,9 toneladas curtas), oferecendo uma proteção equivalente a 400 milímetros (16 pol.) de aço a 60º versus cargas ocas e mais de 100 milímetros (3,9 pol) de aço versus projéteis de energia cinética, como APFSDS. Durante a década de 1990, o AMX-30 também foi usado como teste para várias tecnologias furtivas, incluindo resfriamento a ar das superfícies do casco e o uso de camuflagem visual. Este protótipo é conhecido como Démonstrateur Furtif à Chenille (Demonstrador Furtivo sobre Lagartas). Seu casco e torre são totalmente cobertos por uma superestrutura construída com placas anguladas feitas de material absorvente de radar.

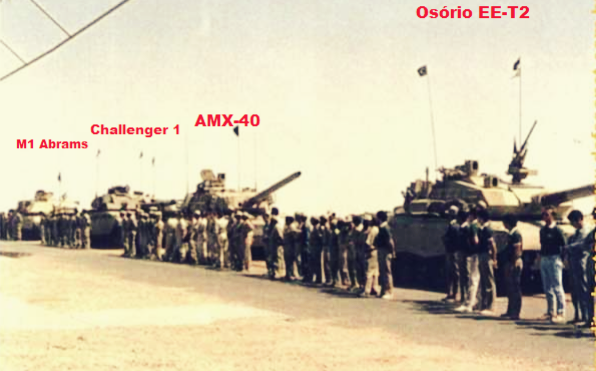
O AMX-40 entre os competidores na Arábia Saudita.

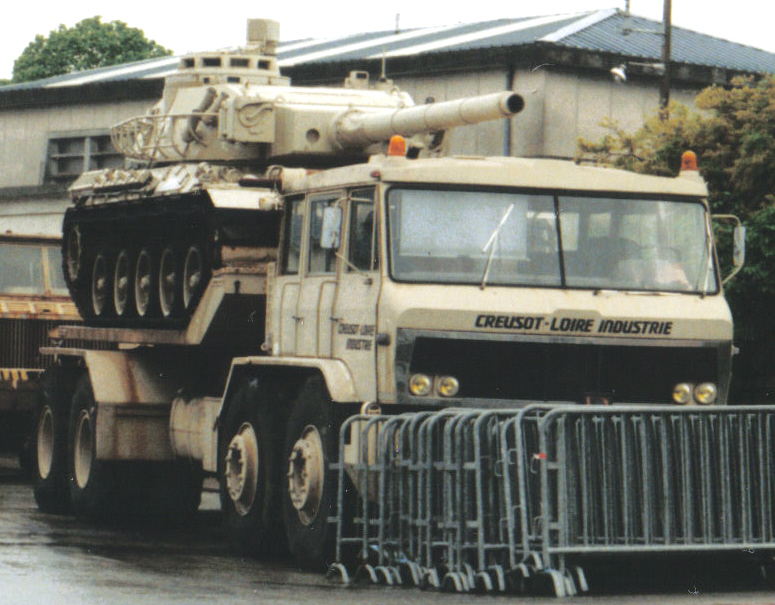
Protótipo do tanque AMX 32 transportado por um caminhão Willeme PRP T40A "Tidelium" no Museu de Blindados de Saumur.

No final de 1980, um consórcio de empresas da Alemanha Ocidental desenvolveu o pacote de modernização Super AMX-30 para AMX-30B. O consórcio em si consistia em AEG, Krupp Atlas Elektronik, MTU, Wegmann & Co., Diehl, ZF Friedrichshafen e GLS. As atualizações para os pacotes de energia foram o novo motor diesel MTU MB833 Ka501 com 850cv, transmissão automática ZF LSG-3000, novo sistema de resfriamento do motor e maior capacidade de combustível de até 1.028 litros. As atualizações na mobilidade também incluem barras de torção atualizadas, amortecedores hidráulicos, novas rodas ligeiramente maiores e lagartas Tipo 234 Diehl. Os sistemas de controle de fogo foram atualizados com o laser modular MOLF-30 FCS da Krupp Atlas Elektronik, canhão giro-estabilizado e visão diurna/noturna do artilheiro, telêmetro a laser e acionamento da torre totalmente elétrico. Blindagem adicional opcional na torre também disponível mediante solicitação do comprador. Um único protótipo foi feito, chamado AMX-40, e foi revelado publicamente e testado na Arábia Saudita, mas o modelo não teve clientes.

## Comparação com tanques contemporâneos
| Veículo                                   | M60A1                                           | Leopard 1A1                                   | AMX-30B                                   | T-55                                      | T-62                                      | T-64A                                     | Chieftain Mk.2                            |
| ----------------------------------------- | ----------------------------------------------- | --------------------------------------------- | ----------------------------------------- | ----------------------------------------- | ----------------------------------------- | ----------------------------------------- | ----------------------------------------- |
| Peso                                      | 47,62 tonelada métricas (52,49 tonelada curtas) | 41,5 tonelada métricas (45,7 tonelada curtas) | 36 tonelada métricas (40 tonelada curtas) | 36 tonelada métricas (40 tonelada curtas) | 40 tonelada métricas (44 tonelada curtas) | 38 tonelada métricas (42 tonelada curtas) | 54 tonelada métricas (60 tonelada curtas) |
| Canhão                                    | M68 105mm raiado                                | L7A3 105mm raiado                             | L/56 F1 105mm raiado                      | D-10T2S 100mm raiado                      | U-5T 115mm alma lisa                      | D-68 125mm alma lisa                      | L11 120mm raiado                          |
| Munição                                   | 63 tiros                                        | 55 tiros                                      | 50 tiros                                  | 43 tiros                                  | 40 tiros                                  | 36 tiros                                  | 62 tiros                                  |
| Alcance na estrada (combustível integral) | 480km                                           | 600km                                         | 600km                                     | 500km                                     | 450km                                     | 500km                                     | 500km                                     |
| Potência do motor                         | 750cv (560kW)                                   | 830cv (620kW)                                 | 720cv (540kW)                             | 580cv (430kW)                             | 580cv (430kW)                             | 700cv (520kW)                             | 750cv (560kW)                             |
| Velocidade máxima (em estrada)            | 48km                                            | 65km                                          | 65km                                      | 50km                                      | 50km                                      | 60km                                      | 40km                                      |
| Blindagem (placa frontal da torre)        | 250mm LOS                                       | 60mm redonda                                  | 80,8mm                                    | 203mm                                     | 242mm                                     | 450mm                                     | 390mm                                     |
| Blindagem (placa do glacis)               | 109mm a 65º                                     | 70mm a 60º                                    | 80mm a 68º                                | 97mm a 58º                                | 102mm a 60º                               | 430mm LOS                                 | 388mm LOS                                 |

## Variantes

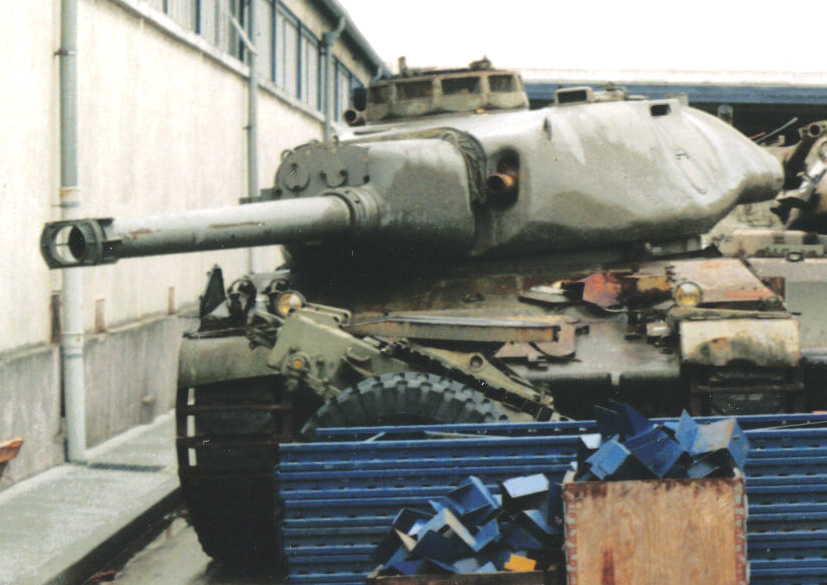
O protótipo do AMX-30 ACRA no Museu de Blindados em Saumur, na França.

O AMX-30 possui várias variações diferentes, incluindo vários outros veículos blindados baseados no mesmo chassis. Uma versão simplificada do tanque, sem o holofote infravermelho e periscópios e uma cúpula de comandante menos complexa foi desenvolvida para exportação, conhecida como "AMX-30 básico". Esta versão também veio desprovida do sistema de filtragem de ar pressurizado e moveu a metralhadora menor de 7,62 milímetros para a posição coaxial e a maior de 12,7 milímetros M2 para o teto da torre. Outra versão foi considerada para o Exército Francês, adotando um canhão de tanque de 142 milímetros capaz de disparar o míssil guiado antitanque supersônico ACRA (Anti-Char Rapide Autopropulsé), bem como munições de alto explosivo. Um protótipo foi concluído em 1967 com uma nova torre fundida, larga o suficiente para conter o armamento muito maior. No entanto, os altos custos dos mísseis obrigaram o Exército Francês a abandonar o programa em 1972.
Os veículos baseados no chassi incluem um veículo blindado de recuperação, um lança-pontes, um veículo antiaéreo autopropulsado, um lançador de míssil nuclear tático e uma peça de artilharia autopropulsada.

### AMX-30D –Dépanneur-Niveleur

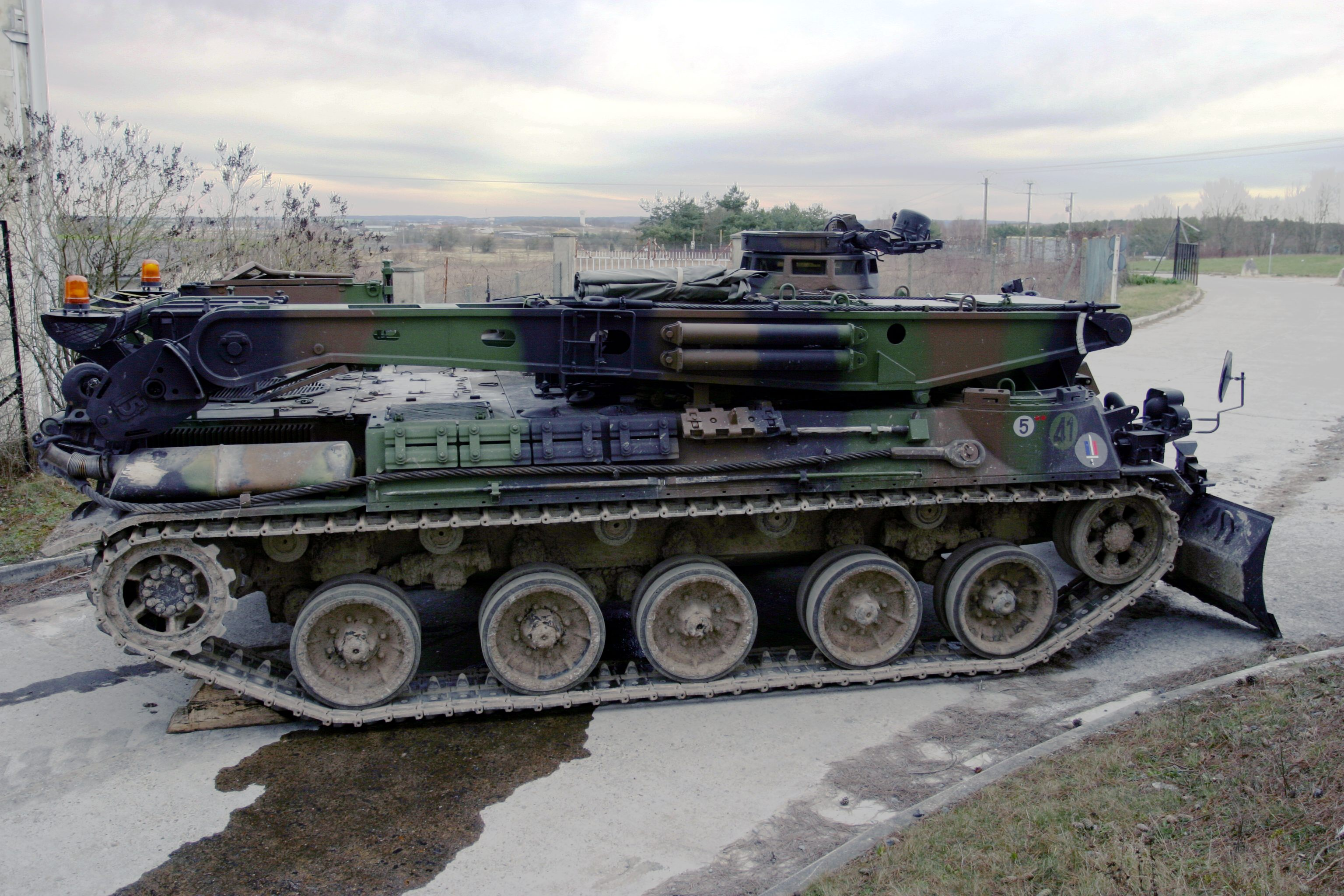
Lado direito de um AMX-30D do Exército Francês.

O veículo blindado de recuperação, conhecido como AMX-30D (AMX-30 Dépanneur-Niveleur), foi projetado para recuperar ou ajudar a manter veículos em campanha. O trabalho no AMX-30D começou em 1966, quando o Exército Francês pesquisou o desenvolvimento de um veículo de recuperação a ser distribuído às unidades que recebiam o tanque AMX-30. Um protótipo foi produzido e entregue para experimentação em 1971 e, em fevereiro de 1973, foi entregue o primeiro de uma pré-série de cinco veículos. Nesse mesmo ano, outros 100 AMX-30D foram encomendados, e estes começaram a ser produzidos em 1975.
O veículo de recuperação inclui um guincho movido pelo motor do veículo, com capacidade para puxar no máximo 35 toneladas métricas (39 toneladas curtas) de peso. O veículo também possui um cabo de reboque pesado de 80 metros, enquanto um guincho auxiliar possui outro cabo de reboque de 120 metros, capaz de rebocar até 20 toneladas métricas (22 toneladas curtas) ao trabalhar na frente do AMX-30D. Neste último caso, o veículo deve ser suportado por escoras removíveis, que são transportadas no veículo, e a lâmina do trator deve ser abaixada no solo. O guindaste pode levantar o trem de força de 3,29 toneladas métricas (3,63 toneladas curtas) e a torre de 10 toneladas métricas (11 toneladas curtas). Em vez de uma torre, o AMX-30D é equipado com uma superestrutura e pesa 36 toneladas métricas (40 toneladas curtas), embora com o trem de força extra possa pesar até 40 toneladas métricas (44 toneladas curtas). O veículo pode se proteger com uma metralhadora de 7,62 milímetros. A visibilidade do motorista é auxiliada pela inclusão de três episcópios M-223. O AMX-30D tem uma velocidade máxima na estrada de 60 quilômetros por hora e um alcance máximo na estrada de 500 quilômetros.

### AMX-30H –Poseur de pont

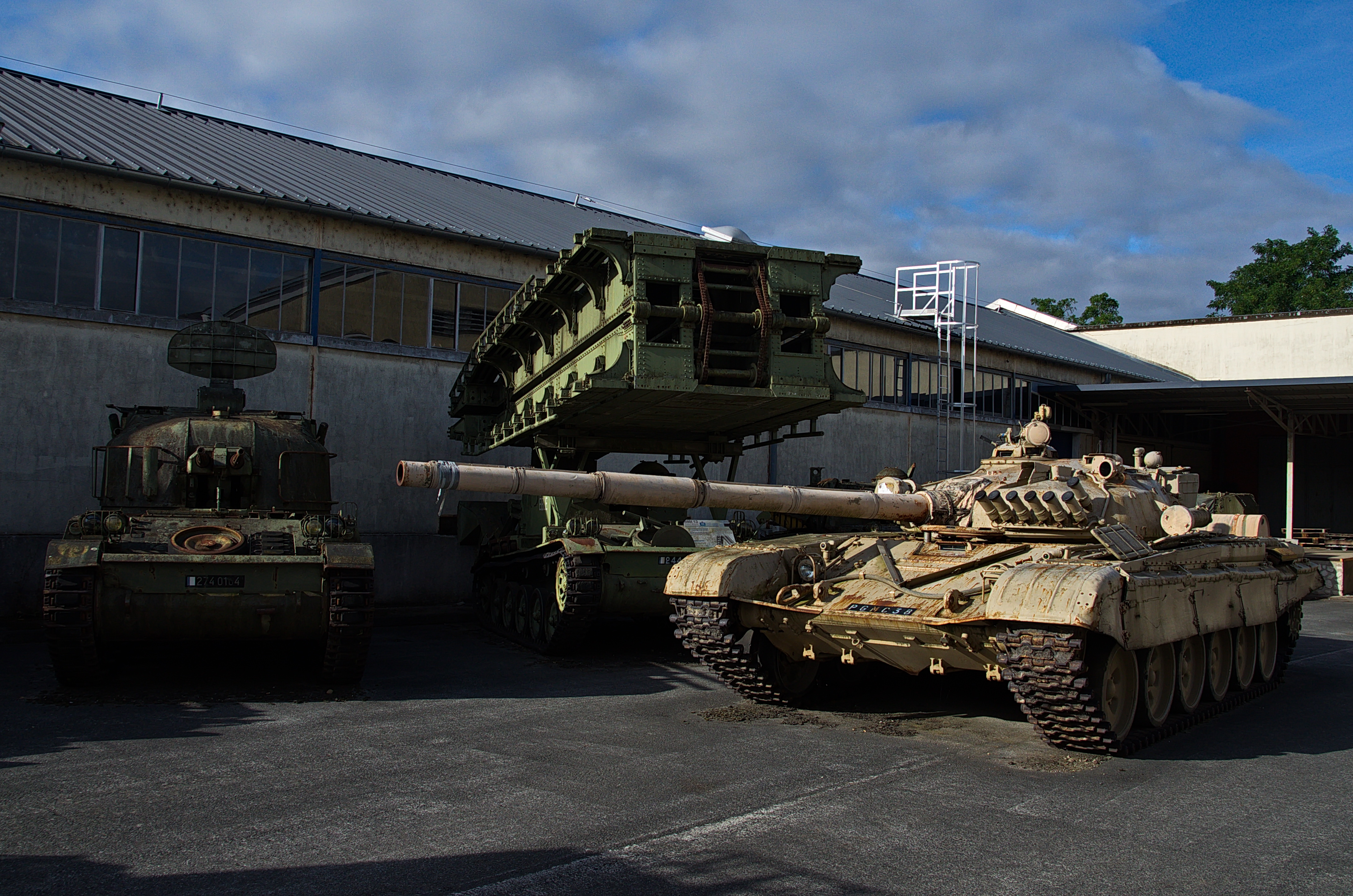
As variantes Poseur de pont e DCA no Museu de Blindados de Saumur, além de um T-72, fotografados em 1978.

O AMX-30H Poseur de pont é um lança-pontes que consiste no chassis do AMX-30 com uma superestrutura em forma de caixa, suportando uma ponte dobrável do tipo tesoura. A ponte de 22 metros de comprimento pode abranger lacunas de 20 metros. A ponte tem largura de 3,1 metros, mas pode ser aumentada para 3,95 metros com o uso de painéis aplicados. Ela pode suportar pesos de até 46 toneladas métricas (51 toneladas curtas). O desenvolvimento do lança-pontes começou em 1963, embora não tenha sido até junho de 1967 que o desenvolvimento de um protótipo começou. Embora um protótipo designado AMX-30H tenha sido concluído em 1968, somente em 1971 o veículo foi avaliado. Ao final das avaliações em setembro de 1971, foi encomendada uma pré-série de cinco veículos, resultando em um novo período de avaliações a partir de 16 de outubro de 1972. Em 1975, o AMX-30H foi declarado padrão no Exército Francês, embora nenhum desses veículos tenha sido encomendado. 12 veículos foram comprados pelo Exército Real da Arábia Saudita.

### AMX-30 DCA –Défense contre avion
O AMX-30 DCA (Défense contre avion) é um canhão antiaéreo autopropulsado que começou a ser desenvolvido em 1969 para fornecer esse tipo de veículo ao Exército Francês e para exportação. Embora nenhum tenha sido encomendado pela França, em 1975 a Arábia Saudita encomendou uma versão melhorada (53 unidades) denominada AMX-30SA. Desenvolvido para defesa contra ataques de baixa altitude, o sistema incluía dois canhões automáticos Hispano-Suiza 831 A de 30 milímetros, acoplados a um sistema de controle de tiro Oeil-noir. Este sistema já havia sido instalado no AMX-13, no lugar de um chassis mais pesado, usando uma torre denominada S 401 A. Embora este veículo em particular tenha começado a produção em 1962, a aparência do AMX-30 oferecia um chassi maior no qual a torre S 401 A poderia ser montada, proporcionando mobilidade superior. O AMX-30 mais pesado também forneceu uma plataforma mais estável para as armas e permitiu que o sistema carregasse muito mais munição (1.200 cartuchos, em comparação com os 600 carregados pela versão AMX-13). Os canhões foram projetados para disparar em rajadas de 5 ou 15 tiros, com uma cadência de tiro cíclica de 650 tiros por minuto. Eles eram controlados por um computador analógico, recebendo informações de um radar Doppler, que podia ser dobrado em uma caixa blindada quando não estava em uso para proteção contra danos. O controle de fogo dependia do rastreamento visual e, portanto, só podia funcionar à luz do dia e com tempo claro.

### AMX-30R ePluton

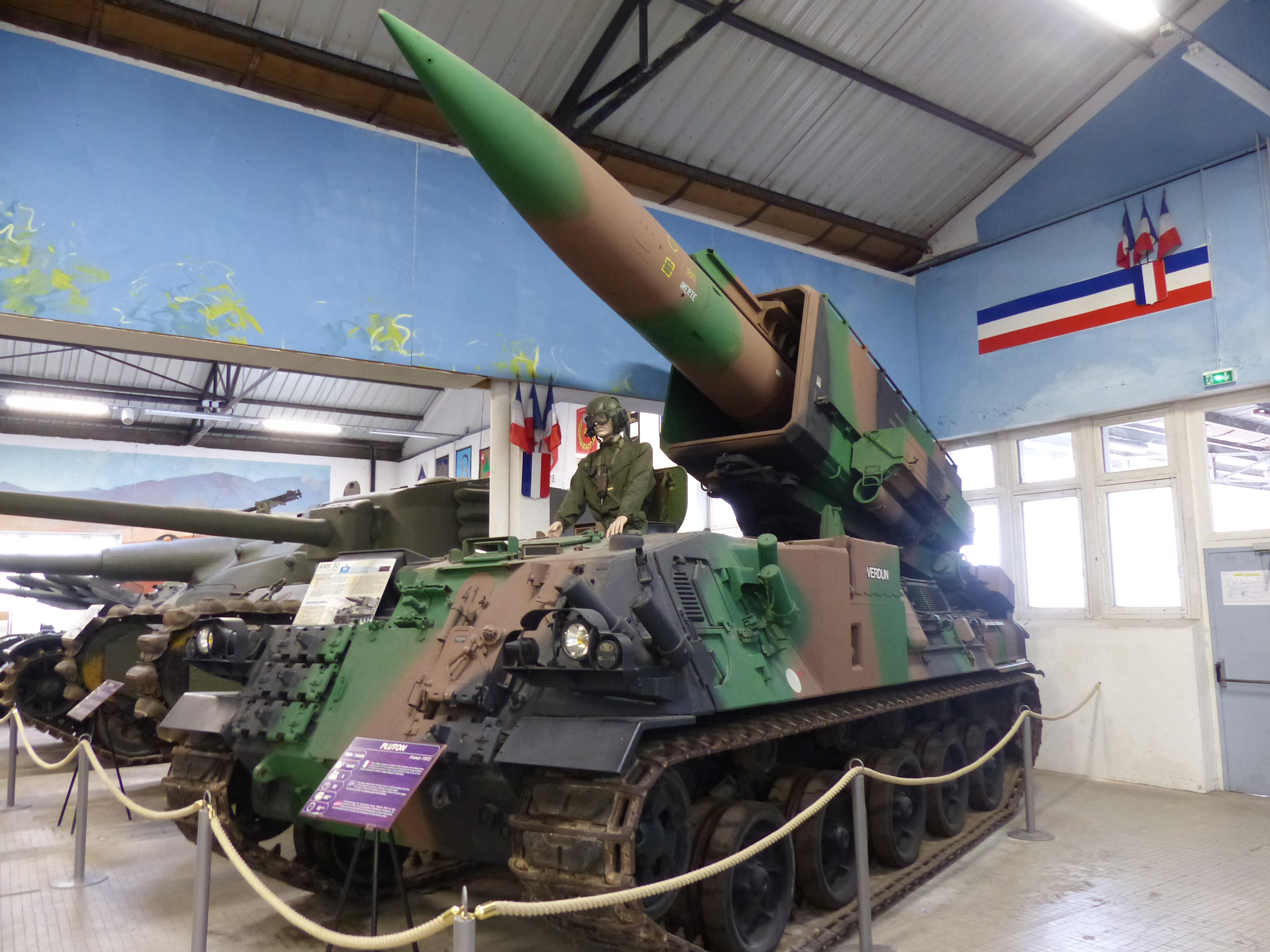
O AMX-30 lançador do míssil nuclear tático Pluton no Museu de Blindados de Saumur.

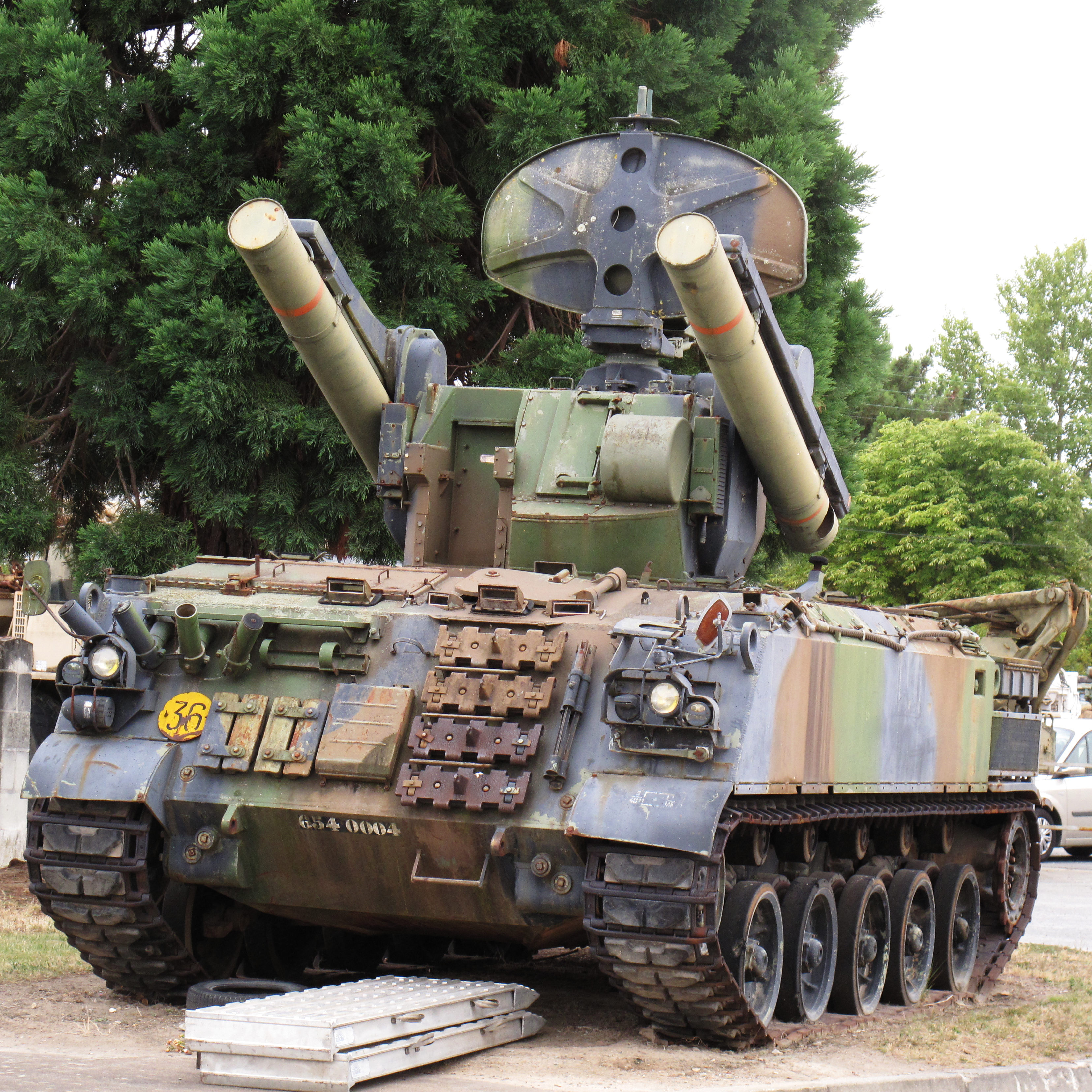
AMX-30 Roland.

Três sistemas de mísseis foram desenvolvidos para serem montados no chassis AMX-30. Reconhecendo a necessidade de lançadores móveis de mísseis nucleares táticos, o Exército Francês começou a desenvolver o míssil Pluton em 1963. Em 1964, o programa foi suspenso e, em vez disso, o Exército Francês optou por um míssil de maior alcance, capaz de ser montado no AMX-30. Um contrato para desenvolver o sistema foi estabelecido em 1968. O primeiro protótipo foi logo entregue e os testes ocorreram entre julho e agosto de 1970, seguido pela produção de um segundo protótipo em 1971. Mais dois protótipos foram fabricados em 1972. No ano seguinte, o veículo foi colocado em produção em massa e em 1º de maio de 1974 quatro desses veículos foram entregues ao 3º Regimento de Artilharia. O próprio míssil pesa 2,4 toneladas métricas (2,6 toneladas curtas) e tem 7,6 metros de comprimento. Usando um sistema de orientação inercial simplificado e um motor de foguete de propelente sólido, o Pluton tem um alcance máximo de 120 quilômetros.
O segundo sistema de mísseis é o sistema de lançamento de mísseis terra-ar AMX-30R (Roland), que começou a ser desenvolvido em 1974. Cinco veículos de uma pré-série foram concluídos em 1977 e depois avaliados, levando ao pedido de 183 veículos naquele mesmo ano. O Roland inclui uma superestrutura retangular, mais alta que a do AMX-30D e do Pluton, que abriga o sistema de radar e monta dois tubos de lançamento de cada lado, com um sistema de carregamento automático alimentado por uma reserva de oito mísseis dentro da superestrutura. O radar de exploração do Roland tem um alcance de detecção de 16 quilômetros. O terceiro sistema de mísseis, denominado AMX-30SA SAM, foi desenvolvido em 1975 para a Arábia Saudita, para disparar o SA-10 Shahine, desenvolvido e fabricado pela Thomson-CSF; o veículo de lançamento foi fortemente baseado no AMX-30R.

### AMX 30 AuF1canon automoteur

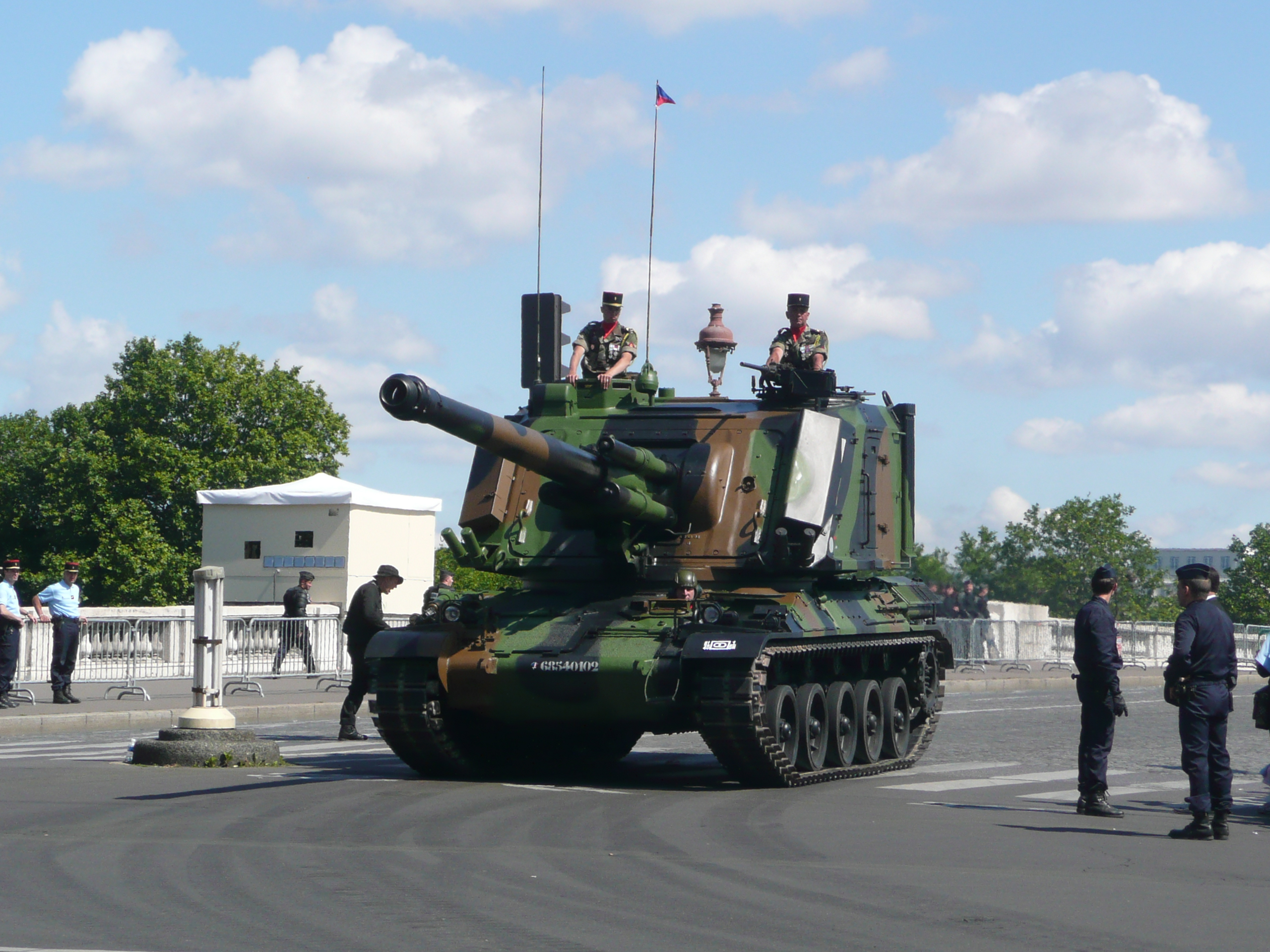
Canhão autopropulsado GIAT 155mm GCT do Exército Francês no desfile do Dia da Bastilha, em Paris, 14 de julho de 2008.

O canon automoteur de 155 GCT (para Grande Cadence de Tir, grande cadência de tiro) foi desenvolvido com base no chassis AMX-30 para fornecer apoio tático de artilharia às unidades do Exército Francês, que se referem a ele como AMX 30 AuF1. O GCT , foi concebido pela GIAT para substituir as peças de artilharia autopropulsadas de 155mm Mk.F-3, baseadas no chassis do AMX-13 e também de 105mm Mk 61. Ele foi apresentado pela primeira vez em 1977 e é constituído por uma torre colocada no chassis do carro de combate AMX-30.
O obuseiro de 155 milímetros tinha 40 calibres de comprimento e era carregado automaticamente, permitindo uma cadência de tiro de oito tiros por minuto, com alcance máximo de 18 quilômetros; 30km com a munição LU211. A torre permite que o canhão tenha uma elevação de até 66 graus e permite que ele percorra 360 graus completos. O veículo carrega 42 tiros de munição, com estojos de cartuchos combustíveis. Foi produzida uma versão com uma torre especialmente adaptada para permitir a instalação em veículos blindados diferentes, tais como o T-72.
As origens da decisão de projetar um obuseiro automotor remontam a 1969, com o primeiro protótipo concluído em 1972. Em 1979, sete protótipos foram produzidos e seis veículos pré-série, seguidos pela produção de 110 veículos. Esta encomenda foi posteriormente aumentada para 190 veículos.

### AMX-32

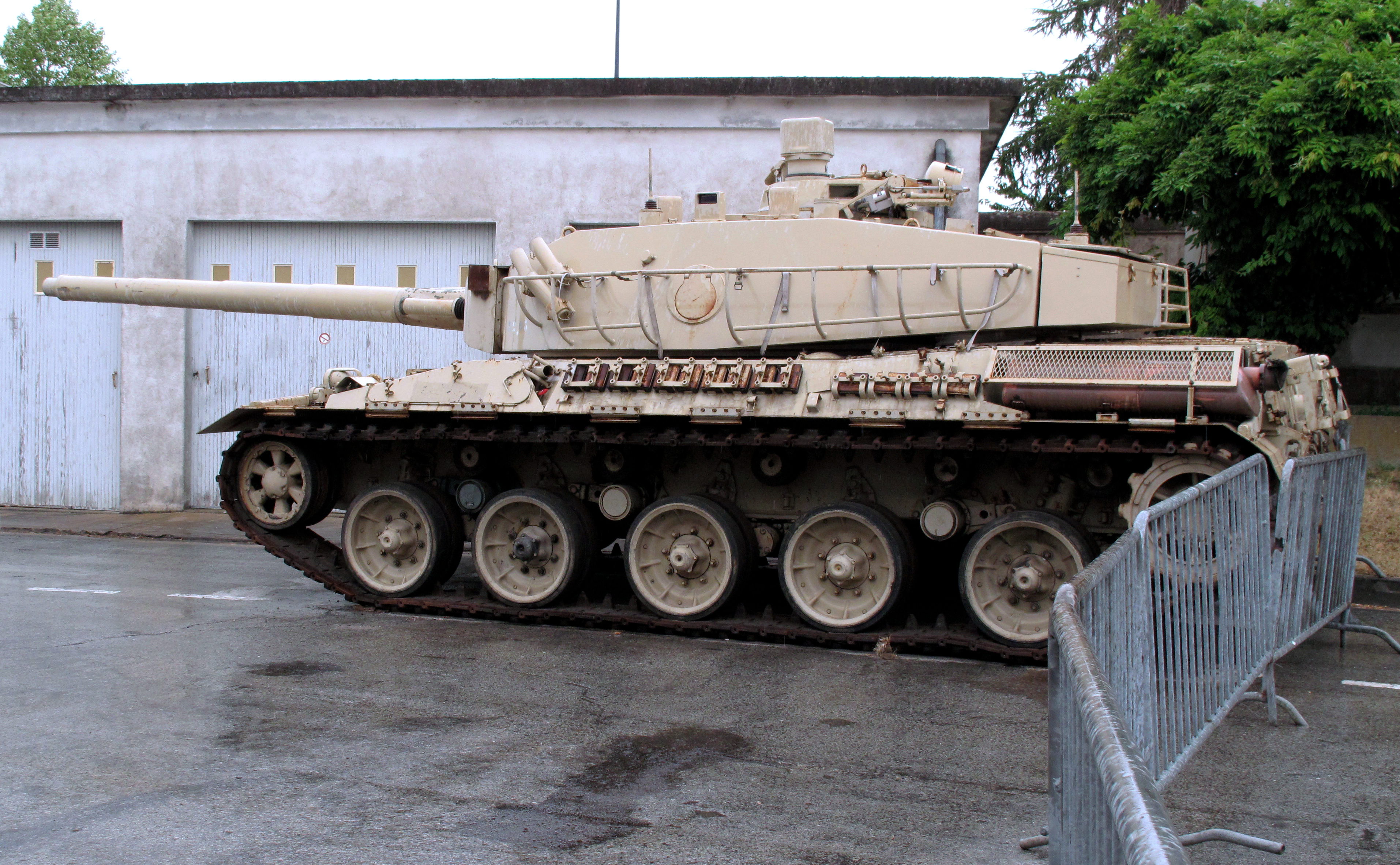
AMX-32 no Museu de Saumur.

O primeiro protótipo de um AMX-30 aprimorado para o mercado de exportação, conhecido como AMX-32, foi apresentado em junho de 1979. Originalmente concebido como uma alternativa para o AMX-30B2, e deliberadamente imitando o conceito de blindagem espaçada que os alemães implementaram com sucesso no Leopard 1A3 e A4, o AMX-32 apresentou maior proteção de blindagem para oferecer maior capacidade de sobrevivência contra mísseis guiados antitanque. Um canhão automático de 20 milímetros foi incluído como arma coaxial do canhão principal e uma metralhadora de 7,62 milímetros presa ao teto. No entanto, nenhuma encomenda foi feita. Esse protótipo evoluirá para o AMX-40 que foi testado na Arábia Saudita, também sem encomendas.

## Produção

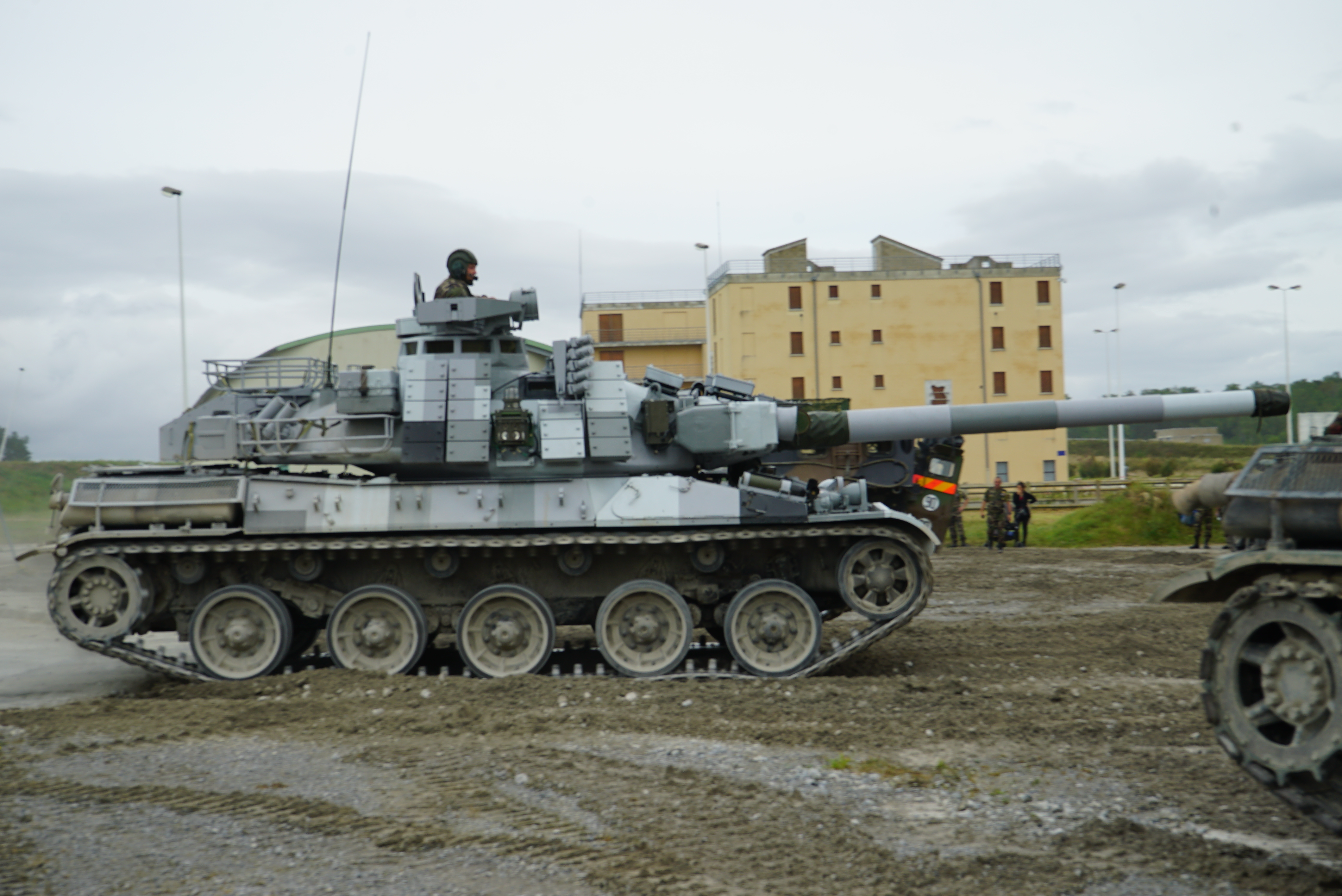
AMX-30B FORAD em camuflagem urbana no CENZUB em 2016. Os últimos 4 foram retirados de serviço em 2017/2018.

A produção do AMX-30 ocorreu no Atelier de Construction de Roanne, na cidade de Roanne. Esta fábrica de manufatura pesada foi construída durante a Primeira Guerra Mundial para produzir projéteis de artilharia, embora em 1952 a fábrica tivesse começado a produzir veículos de combate blindados. Antes de produzir o AMX-30, por exemplo, havia fabricado 1.900 AMX-13 e variantes. A fábrica de Roanne foi responsável pela montagem final, com a maioria dos componentes foi feita em outro lugar:
- O motor no Atelier de Construction de Limoges,
- A blindagem completa nos Ateliers et Forges de la Loire,
- A torre no Atelier de Construction de Tarbes,
- O canhão no Atelier de Construction de Bourges,
- A cúpula e a metralhadora na Manufacture d'Armes de Saint-Étienne (MAS),
- E as ópticas no Atelier de Construction de Puteaux.

Tudo isso novamente usou muitos subcontratados. Em uma série de fusões corporativas sob orientação do Estado, a maioria dessas empresas acabaria se concentrando no Grupo Industrial GIAT.

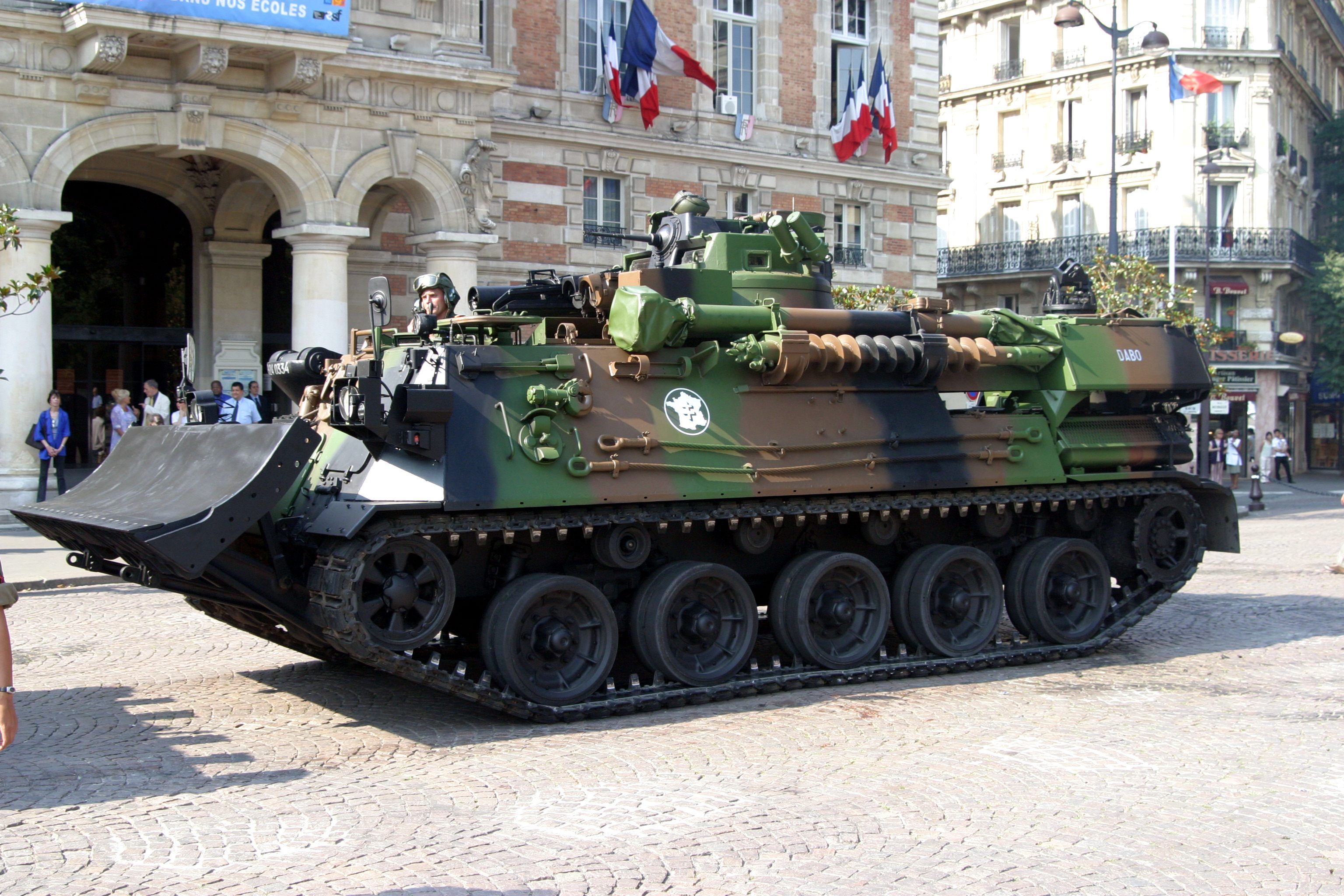
Viatura blindada de engenharia (Engin blindé du génie, EBG) da 2ª Brigada Blindada desfilando no Dia da Bastilha em Paris, em 14 de julho de 2006.

Originalmente, 300 AMX-30 foram encomendados pelo Exército Francês e, em 1971, o pedido foi aumentado para 900, divididos em oito lotes, incluindo todas as variantes baseadas no chassis. A partir de 1966, dez AMX-30 foram montados por mês, e os cinco primeiros foram emitidos em agosto daquele ano para o 501e Régiment de Chars de Combat. A produção mensal cresceu para 15-20 tanques conforme novas fábricas começaram a fabricar componentes do veículo e as fábricas existentes aumentaram seu potencial de produção. No entanto, em abril de 1969, a produção foi novamente reduzida para dez por mês.

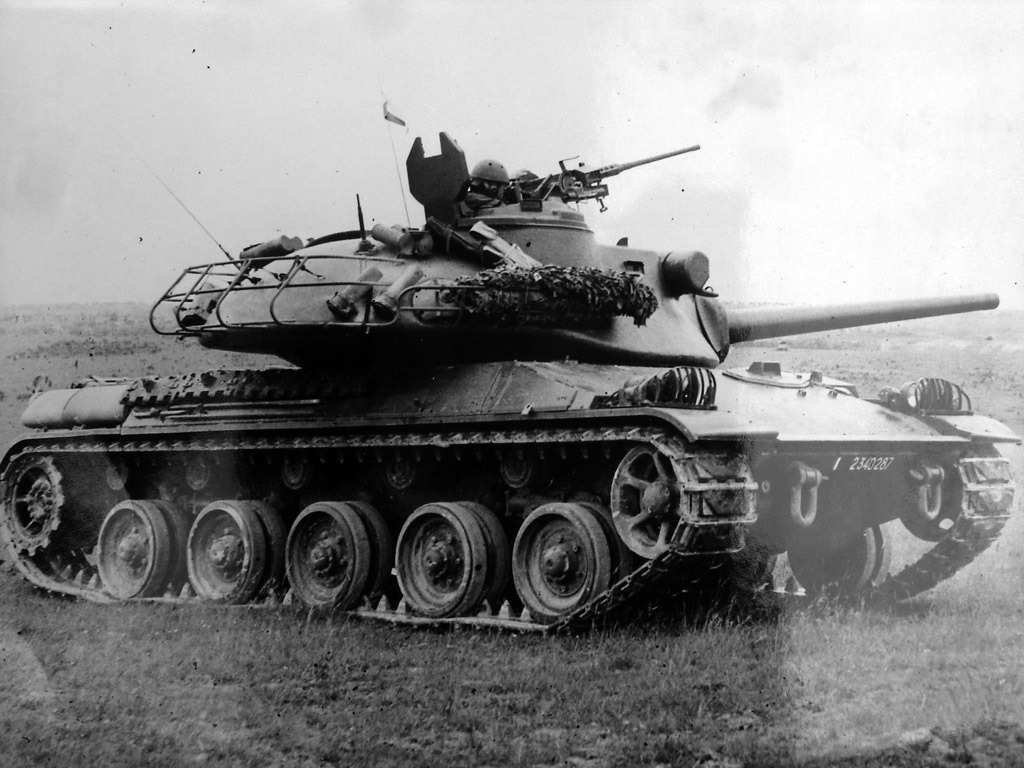
AMX-30 durante exercícios.

Em 1971, cerca de 180 veículos estavam em serviço; em 1975 começou a entrega das últimas 143 unidades do oitavo lote final do pedido original. Em 1985, o número de tanques AMX-30 havia subido para 1.173. Ao final da produção, a França havia aceitado 1.355 AMX-30 em serviço, incluindo 166 novos AMX-30B2. Outros 493 tanques foram reformados e modernizados para os padrões AMX-30B2; originalmente 271 veículos novos e 820 reformados foram planejados. O Exército Francês também aceitou um grande número de variantes, incluindo 195 obuseiros autopropulsados, 44 lançadores de mísseis nucleares táticos AMX-30 Pluton, 183 AMX-30R, 134 AMX-30D e 48 veículos de engenharia AMX-30EBG. Os últimos 35 novos tanques de batalha foram encomendados em 1989 pelo Chipre e as últimas novas variantes de veículos, um lote de vinte GCT, em 1994 pela França.
No final da década de 1990, o Exército Francês começou a aceitar o novo tanque principal de batalha Leclerc para substituir o agora antiquado AMX-30. As primeiras unidades a serem equipadas com o novo tanque foram os 501º e 503º Regimentos de Carros de Combate, seguidos pelos 6º e 12º Regimentos Cuirassier.

## Exportação

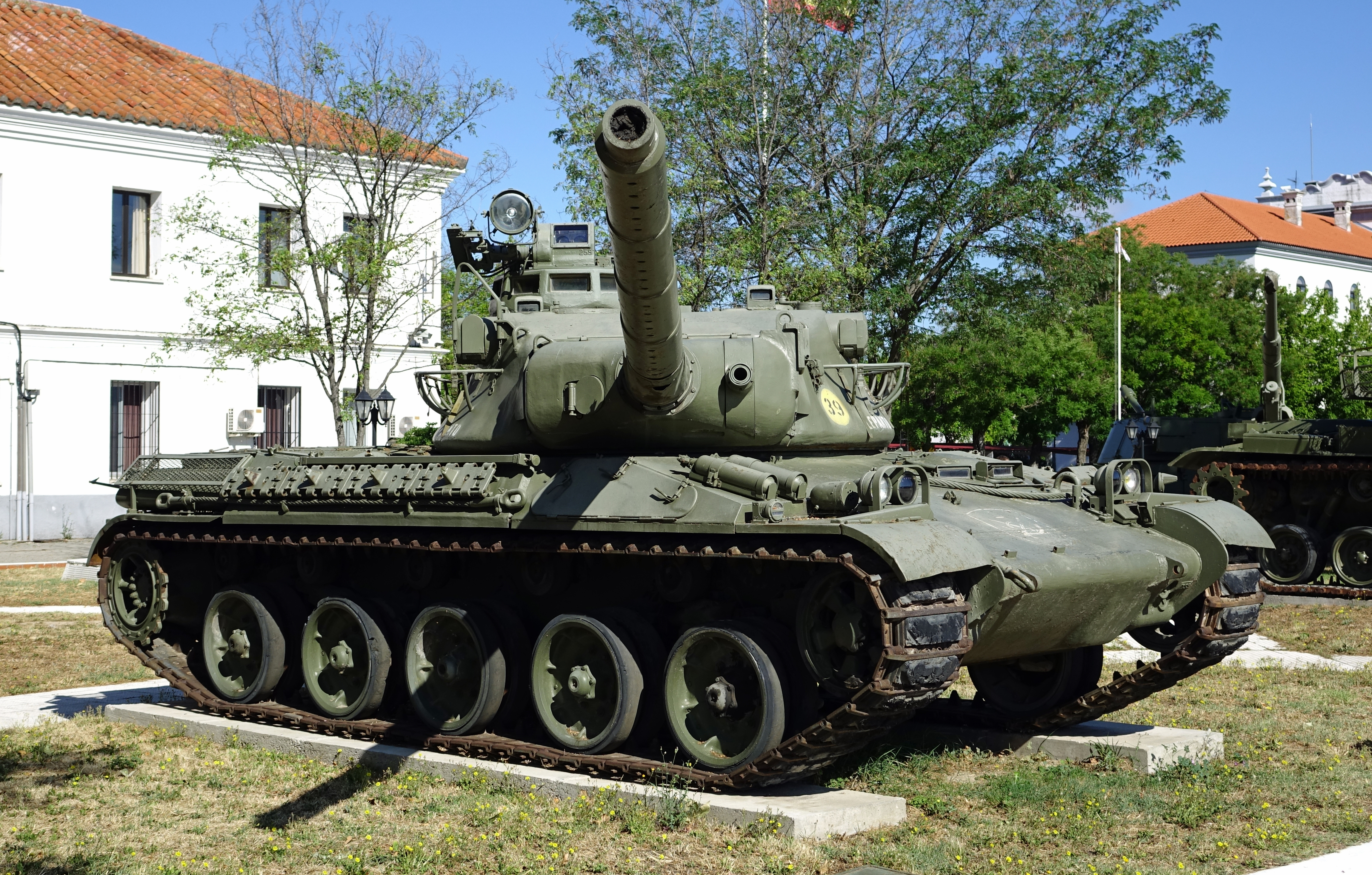
AMX-30E do Exército Espanhol.

Tendo em fevereiro de 1964 decidido produzir seu próprio tanque de guerra, Israel considerou inicialmente a produção sob licença de cascos AMX-30, enquanto importava as torres da França. Favorecendo a blindagem mais pesada em detrimento da mobilidade, o Major-General Israel Tal interrompeu as negociações com a França quando o Reino Unido concordou em permitir a produção licenciada do tanque Chieftain, em 1966.
A França também falhou em obter encomendas das duas nações restantes da FINABEL, a Bélgica e Holanda: os holandeses nem mesmo testaram o modelo e os belgas encomendaram o Leopard quando a França se recusou a permitir a produção parcial de componentes do AMX-30 na Bélgica, temendo que isto aumentasse o custo unitário.
Menos custoso e mais fácil de manter, o AMX-30 foi preferido ao Leopard 1 por nações menos ricas ou desenvolvidas. Em 1969, a junta militar grega concordou em adquirir um total de 190 AMX-30 e 14 AMX-30D, tornando a Grécia a primeira nação estrangeira a comprar o tanque francês. Ao longo da década de 1960, a Espanha considerou tanto o AMX-30 quanto o Leopard 1 para complementar sua frota existente de tanques M47 e M48 Patton. Eventualmente, a Espanha optou pelo AMX-30 por uma variedade de razões, incluindo a relutância britânica em vender o canhão de tanque L7 para um regime fascista e a oferta francesa de permitir que o AMX-30 fosse fabricado na Espanha.

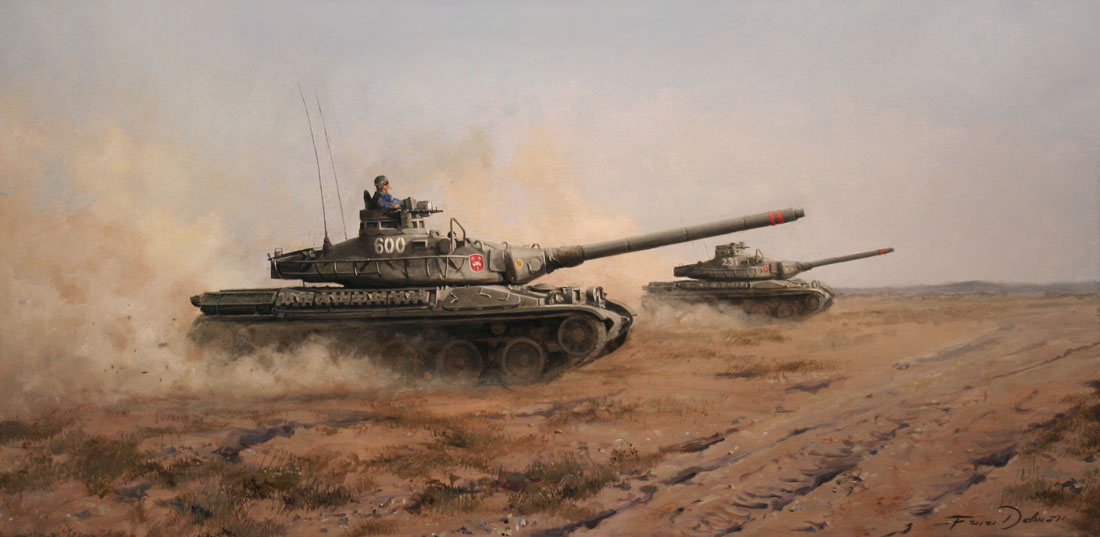
Tanques AMX-30 espanhóis avançando em pintura de Augusto Ferrer-Dalmau.

A Espanha encomendou 19 tanques em 1970 e, posteriormente, concordou em fabricar outros 180 tanques na Espanha. Em 1979, a Espanha iniciou a produção de um segundo lote de 100 tanques, completando um total de 299 AMX-30 emitidos para o Exército Espanhol; estes foram designados AMX-30E. A Espanha também adquiriu 10 AMX-30D e 18 AMX-30R. Com o fim da produção do AMX-30E em 1979, o Exército Espanhol já buscava um programa de modernização para melhorar a qualidade da mobilidade do tanque. Em 1987, o Exército Espanhol iniciou um programa de modernização de seis anos que elevou 150 tanques aos padrões AMX-30EM2 e modificou outros 149 tanques aos padrões AMX-30EM1. O primeiro foi uma atualização muito mais completa, que trouxe melhorias na mobilidade do tanque através da adoção de um novo motor e caixa de câmbio, bem como no poder de fogo do tanque, com o desenvolvimento de um novo penetrador de energia cinética e a introdução de um sistema de controle de tiro muito mais complexo e preciso para o atirador do tanque, entre outras coisas. O AMX-30EM1 foi chamado de "reconstrução" e só viu melhorias na mobilidade do tanque ao adotar uma nova transmissão e renovar muitos dos sistemas desgastados do veículo, como freios, indicadores e controles. Esses AMX-30 reconstruídos logo foram substituídos por tanques M60 Patton adquiridos dos Estados Unidos no início dos anos 1990, enquanto sua frota de AMX-30EM2 foi posteriormente substituída pelo veículo caça-tanques italiano Centauro B1. Em 1992, o governo espanhol anunciou que gastaria 916 milhões de pesetas para destruir 480 tanques antigos. Inicialmente, os espanhóis destruiriam 60 tanques mas como os Estados Unidos lhes ofereceram 420 tanques M60 de segunda mão que seriam ser destruídos, em troca, a Espanha destruiria igual número de seus carros antigos. Consequentemente, as forças armadas espanholas destruíram todos os seus 375 tanques M47 Patton, bem como os 16 tanques M48 dos fuzileiros navais possui e 89 tanques AMX-30 que não tinham sido modernizados. A destruição começou no final do ano com 120 tanque, continuou em 1993 com 168 e terminou em 1994 com 192 tanques destruídos. A força projetada para 1996 foi de 420 tanques M60A3, 165 M48A5 já modernizados e 210 tanques AMX-30EM2. Este último grupo composto pelos 150 AMX-30 já atualizados em 1988 e somados a outros 60 que foram modernizados por um valor de 8.900 milhões de pesetas. Os modelos franceses e americanos foram depois ultrapassados pelo Leopard 2 alemão como o veículo de linha espanhol.

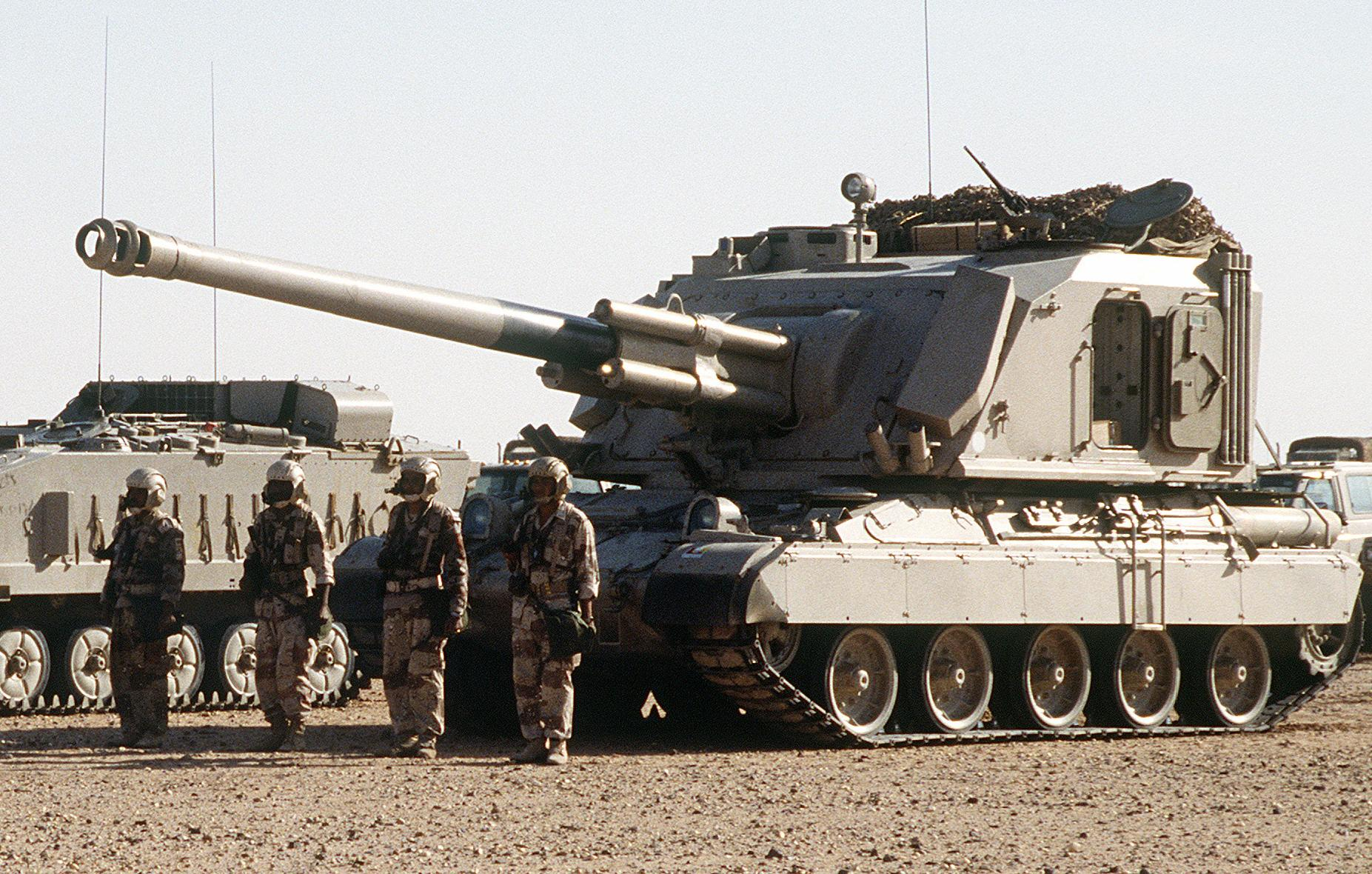
A 20ª Brigada do Exército Real Saudita exibe um canhão automotor GCT de 155 mm durante a Operação Escudo do Deserto, 1990.

Em 1972, a França conseguiu um contrato com a Arábia Saudita para a compra de 190 AMX-30S, projetados para o ambiente desértico da nação do Oriente Médio. Chamado de Contrato Palmier, os tanques da Arábia Saudita foram entregues entre 1973 e 1979, enquanto 59 AMX-30D foram exportados entre 1975 e 1979, 12 AMX-30P entre 1977 e 1979 e, finalmente, 51 obuses autopropulsados, entregues entre 1979 e 1980. Entre 1979 e 1981, a Arábia Saudita também recebeu 52 AMX-30SA e posteriormente 50 AMX-30C1 Shanine-2 entregues em dois lotes, entre 1980 e 1989. No século XXI, 50% da frota AMX-30 da Arábia Saudita estava em depósito, dado que o AMX-30 não tinha capacidade para lidar com ameaças mais modernas, como contra os T-62 e T-72 iraquianos, e os tanques Merkava israelenses. Estes foram amplamente substituídos por uma encomenda de 315 tanques M1A2 Abrams em 1989 e a aquisição de 450 tanques M60A3 Patton. Embora a Arábia Saudita planejasse adquirir mais tanques M1, não foi capaz de fazê-lo por razões financeiras e o AMX-30 ainda não foi aposentado.
Em 1977, a França e o Catar assinaram um acordo que rendeu à França mais 24 AMX-30 vendidos, número que aumentaria para 54 quando o Catar encomendou mais 30 AMX-30B2 em 1987. Os Emirados Árabes Unidos fizeram uma encomenda em 1977 de 64 tanques e um único veículo blindado de recuperação, para completar uma brigada blindada, em 1977.

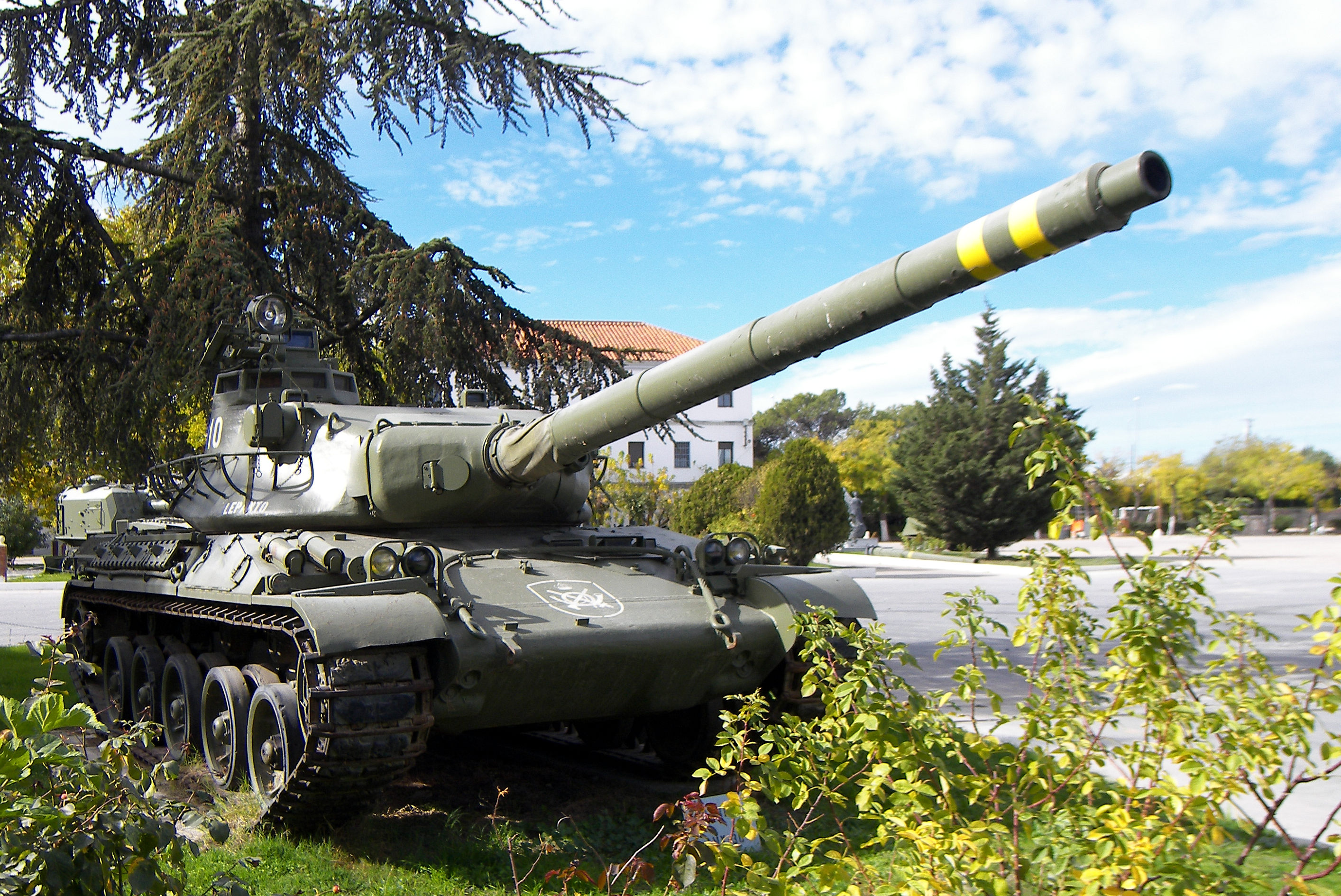
Um AMX-30EM1 espanhol em exibição no Museu de Blindados de El Goloso em Madri, na Espanha.

A Venezuela originalmente fez uma encomenda de 142 tanques em 1972, embora posteriormente tenha sido reduzido para 82, e quatro AMX-30D. Em meados da década de 1980, a Venezuela adotou um plano de modernização para seus obsoletos AMX-30, optando por substituir o motor original por um novo motor a diesel Continental AVDS-1790-5A, produzindo 908 cavalos de potência (677kW) e trocando a transmissão existente por uma Allison CD-850-6A. Os AMX-30 venezuelanos receberam novos tanques de combustível, aumentando o alcance rodoviário do tanque para 720 quilômetros, enquanto o poder de fogo foi aprimorado com a adoção de um moderno sistema de controle de incêndio Lansadot MkI e computador balístico da Elbit Systems. Devido a questões políticas entre o Chile e a Argentina, o primeiro fez uma encomenda de 46 tanques, embora ela tenha sido reduzida para 21 quando o contrato foi cancelado pelo governo francês em 1981.
Em 1982, o Chipre adquiriu um total de 16 AMX-30B2 e um único AMX-30D, e posteriormente encomendou outros 36 AMX-30B2.  Mais tarde, muitos veículos usados foram revendidos para outras nações: em 2005, o Chipre tinha 102 AMX-30 obtidos da Grécia e 52 AMX-30B2; a Bósnia tinha 32 AMX-30 adquiridos dos Emirados Árabes Unidos.

## Histórico de combate

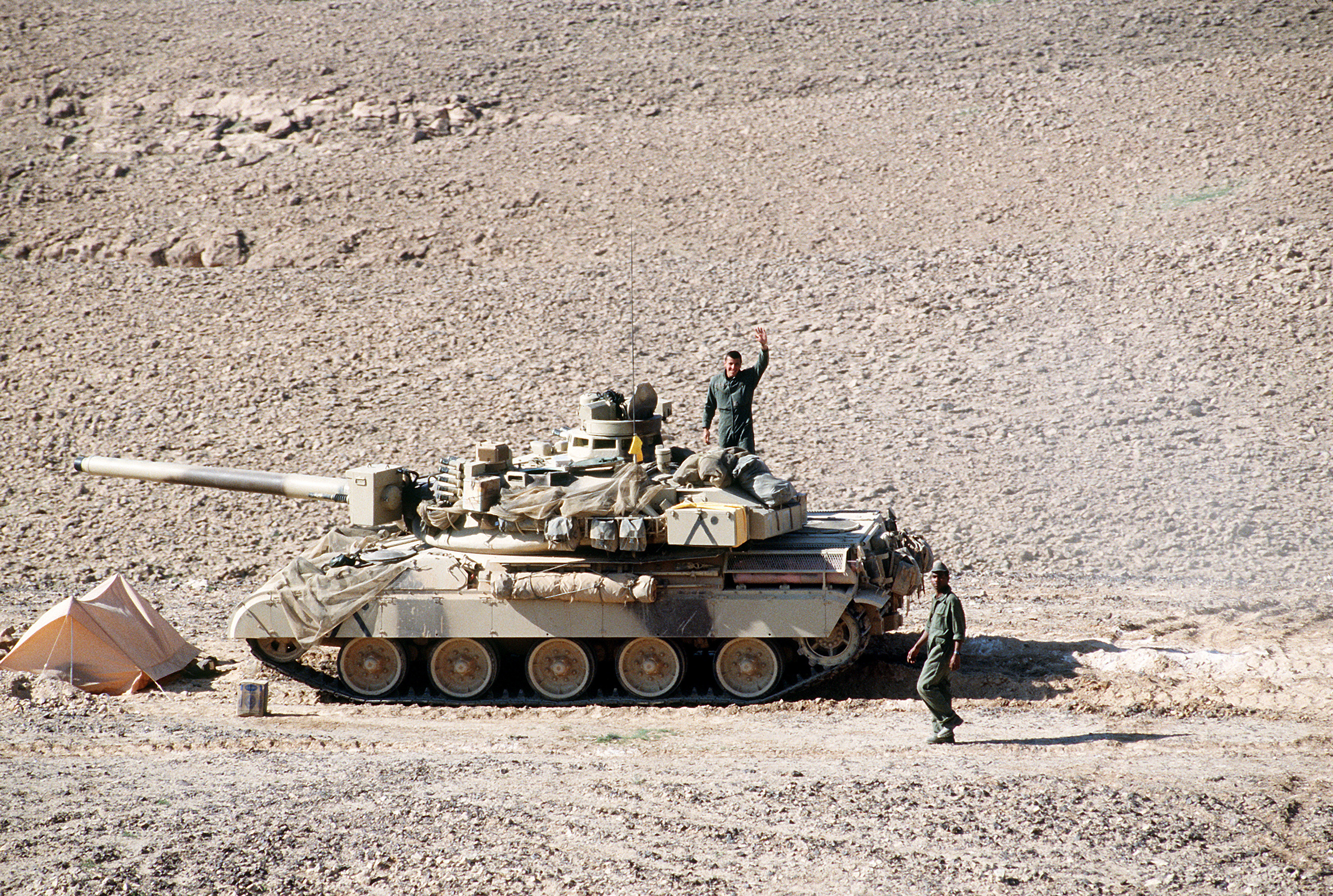
Um AMX-30 do 4º Regimento de Dragões bivacado perto de Al-Salman durante a Operação Tempestade no Deserto.

O batismo de fogo do AMX-30 ocorreu na Guerra do Golfo em 1991. Na Batalha de Ras al-Khafji, a primeira grande batalha da guerra, um batalhão qatari de tanques AMX-30 entrou em combate contra forças do Exército Iraquiano em 30 de janeiro de 1991. Os sauditas e qataris contra-atacaram na tentativa de retomar a cidade de Khafji das forças iraquianas que a ocuparam na noite anterior. Estes eram um batalhão da 5ª Divisão Mecanizada, que era equipado com transportes blindados Tipo 63 e carros de combate T-55 e Tipo 59 (uma cópia ruim chinesa do T-55 soviético).

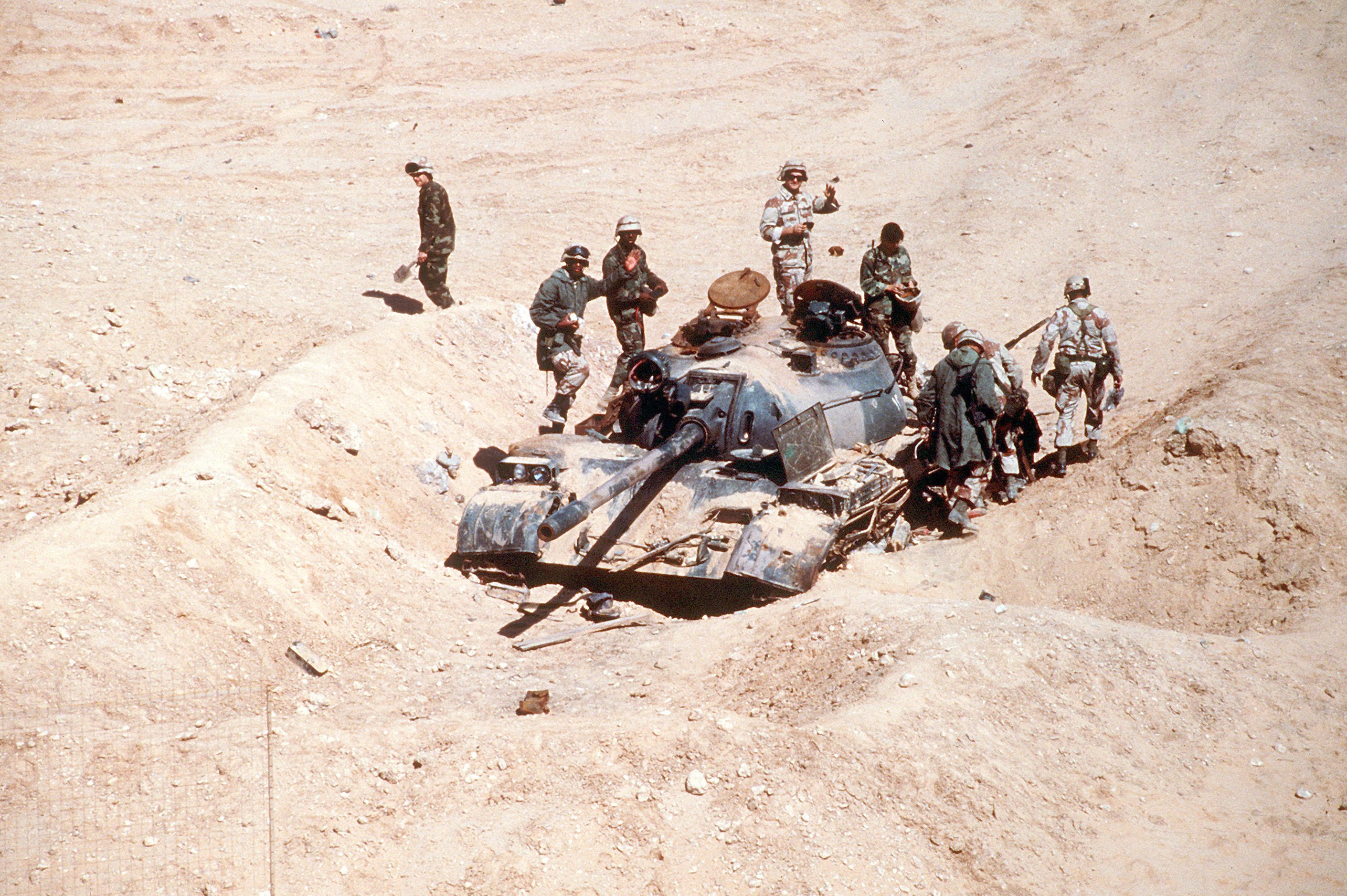
Tipo 69 iraquiano destruído pela 6ª Divisão Blindada Leve francesa.

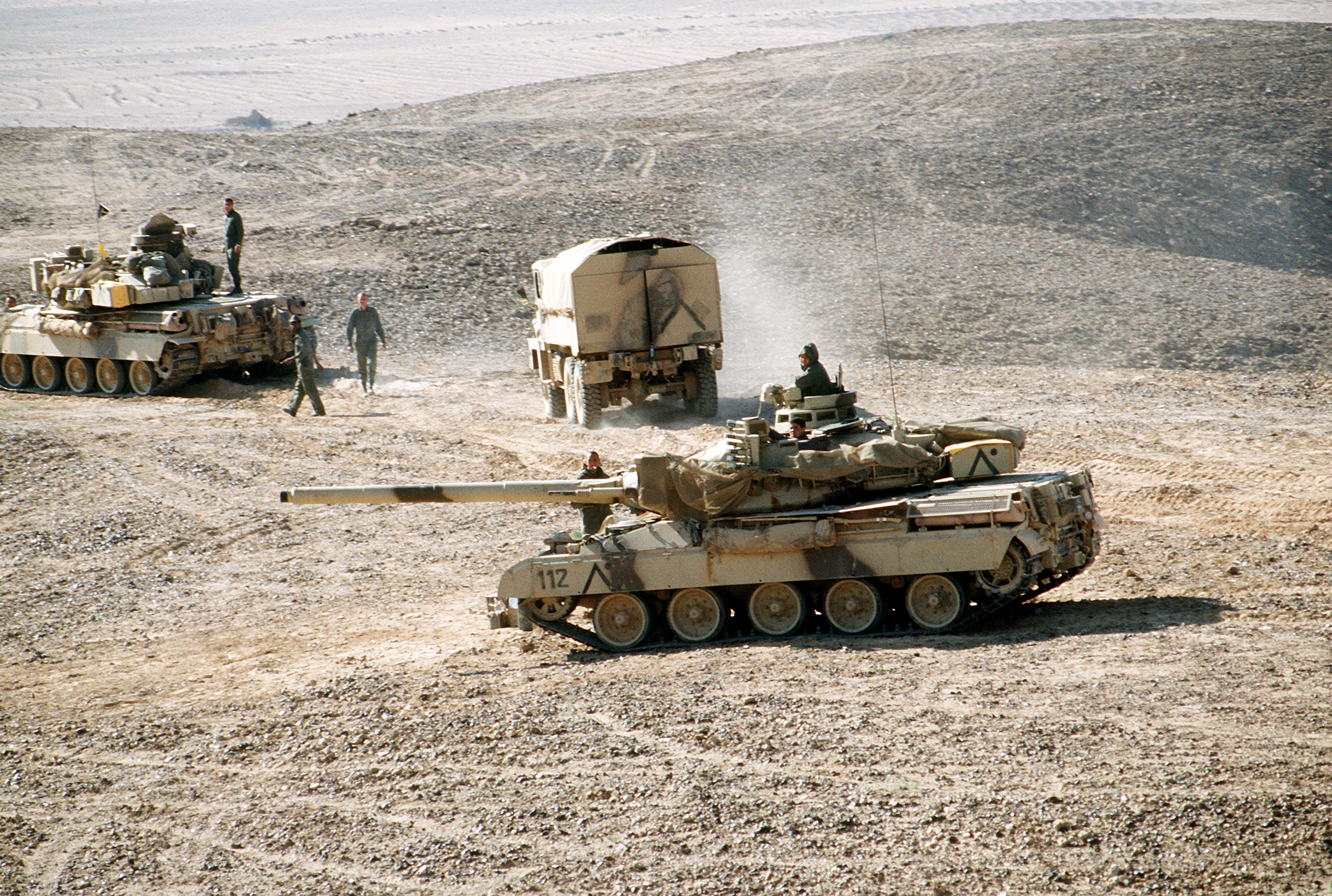
Um par de tanques de batalha principais AMX-30 e um caminhão TRM-2000 da 6ª Divisão Blindada Leve francesa param nos subúrbios de Al-Salman.

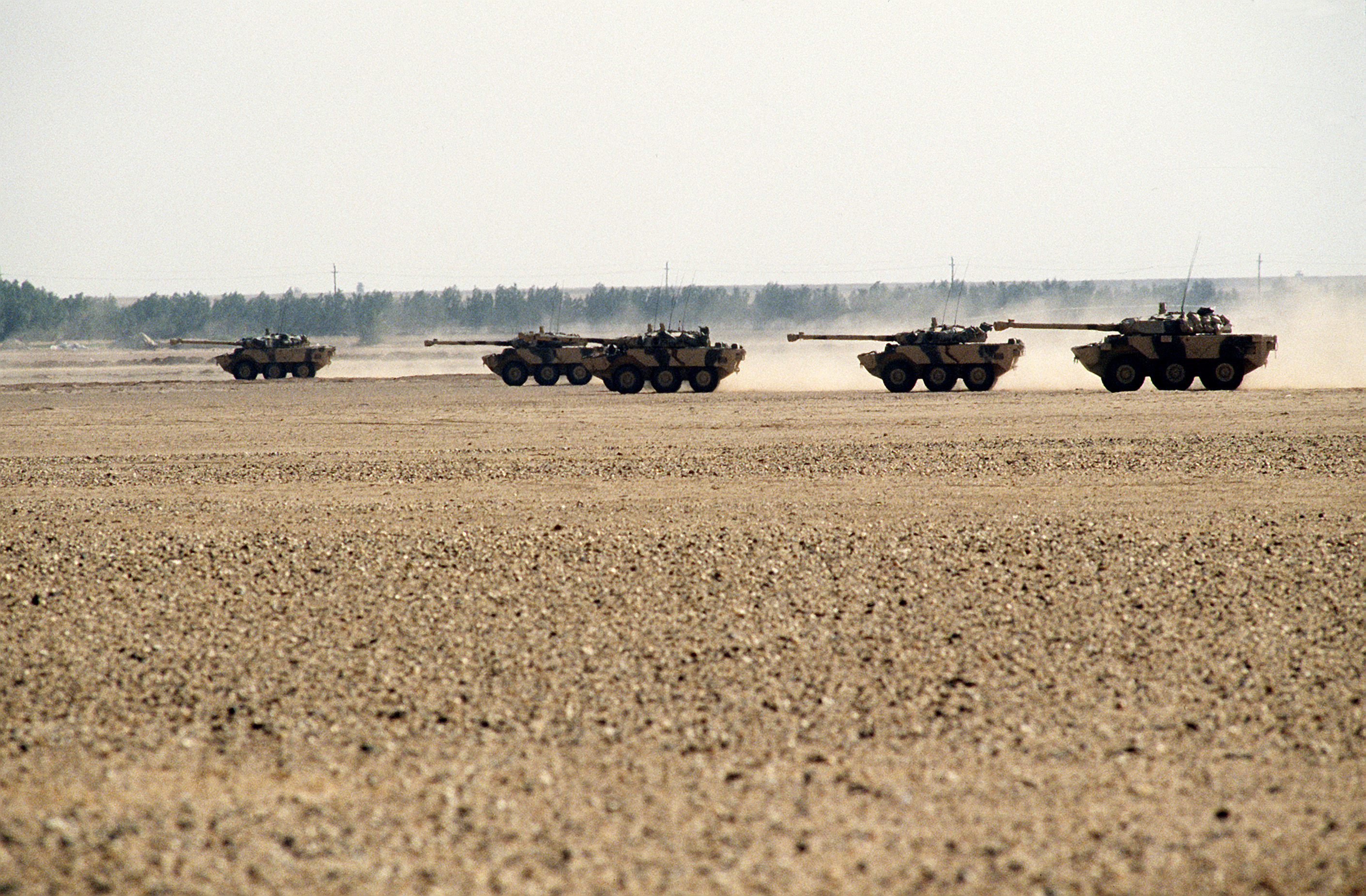
Demonstração de blindados sobre rodas AMX-10RC durante a Operação Escudo do Deserto.

O primeiro ataque foi conduzido pelo 7º Batalhão de Armas Combinadas (7º BAC) da 2ª Brigada da Guarda Nacional saudita, apoiado por duas companhias blindadas do 6º BAC e duas companhias blindadas qataris. O ataque foi um fiasco, com os sauditas avançando frontalmente contra as posições iraquianas sem avisarem aos qataris e aos fuzileiros navais americanos (responsáveis pelo apoio de fogo). No segundo ataque, na manhã seguinte, os sauditas e qataris atacaram o mesmo tempo mas com os mesmos resultados. Os sauditas e qataris atacavam frontalmente e sem tentativas de flanqueamento das posições inimigas, limitando-se a parar ocasionalmente e disparar de tempo sem explorar as vantagens dos seus equipamentos e, portanto, causando poucos danos aos iraquianos. Foi somente no terceiro assalto que a cidade foi retomada. Durante a batalha, os AMX-30 do Catar destruíram três T-55 iraquianos e capturaram mais quatro, perdendo dois AMX-30.

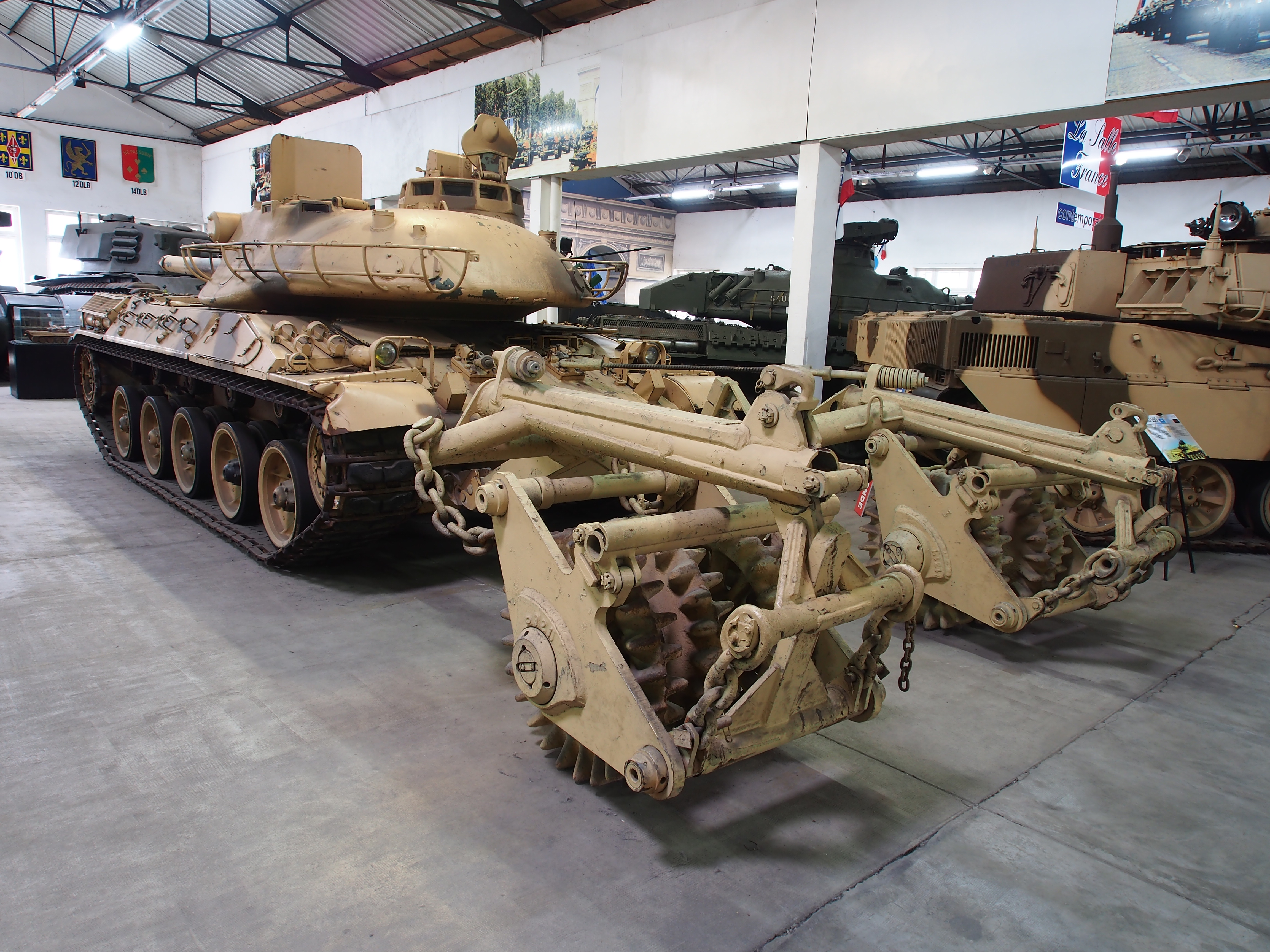
Um dos seis AMX 30 Demin.

A participação francesa na Coalizão contra Saddam Hussein na Guerra do Golfo, codinome Opération Daguet (Operação Adaga), viu o desdobramento da 6e Division Légère Blindée (6ª Divisão Blindada Leve, General Michel Roquejeoffre), referida durante o conflito como Divisão Daguet. A maior parte do seu componente blindado foi fornecida pelos AMX-10RC dos regimentos de reconhecimento de cavalaria, mas uma unidade blindada pesada, o 4e Régiment de Dragons (4º Regimento de Dragões, Ten.-Cel. Bourret) também foi enviada para a região com um complemento de 44 AMX-30B2. Experimentalmente, uma nova estrutura organizacional regimental foi utilizada, com três esquadrões de treze tanques, um tanque de comando e seis viaturas de reserva, em vez da força normal de 52 unidades. Também foram desdobrados seis AMX-30B mais antigos, equipados com rolos de minas soviéticos fornecidos pela Alemanha a partir de estoques da Alemanha Oriental e nomeados AMX-30 Demin (para "desminar"). Os veículos eram todos tripulados por equipes profissionais, sem conscritos.
A Divisão Daguet foi posicionada a oeste das forças da Coalizão, para proteger o flanco esquerdo do XVIII Corpo Aerotransportado dos EUA. Essa disposição deu ao comandante francês maior autonomia e também diminuiu a probabilidade de encontrar os T-72 iraquianos, superiores tanto aos AMX-10RC quanto aos AMX-30B2. Com o início da ofensiva terrestre em 24 de fevereiro de 1991, as forças francesas passaram a atacar seu primeiro alvo, o "Objetivo Rochambeau", que era defendido por uma brigada da 45ª Divisão de Infantaria iraquiana. Um ataque de helicópteros Gazelle abriu caminho para um ataque do 4º Regimento de Dragões. Desmoralizados pelos pesados bombardeios da coalizão, os defensores iraquianos se renderam rapidamente. No dia seguinte, o 4e Dragons seguiu para seu próximo objetivo, "Chambord", onde relataram a destruição de dez tanques, três BMP, quinze caminhões e cinco morteiros com o auxílio de aviões A-10 da USAF, e capturaram vários prisioneiros. O objetivo final era a base aérea de As-Salman ("Objetivo Branco"), que foi relatada como capturada às 18:15h, após um ataque multifacetado de armas combinadas, com o 4e Dragons atacando vindo do sul. Ao todo, os AMX-30 dispararam 270 tiros de canhão principal.
Em 2015, os tanques AMX-30 e M1 Abrams da Arábia Saudita foram posicionados ao longo da fronteira com o Iêmen. Dois AMX-30 foram perdidos.

## Operadores

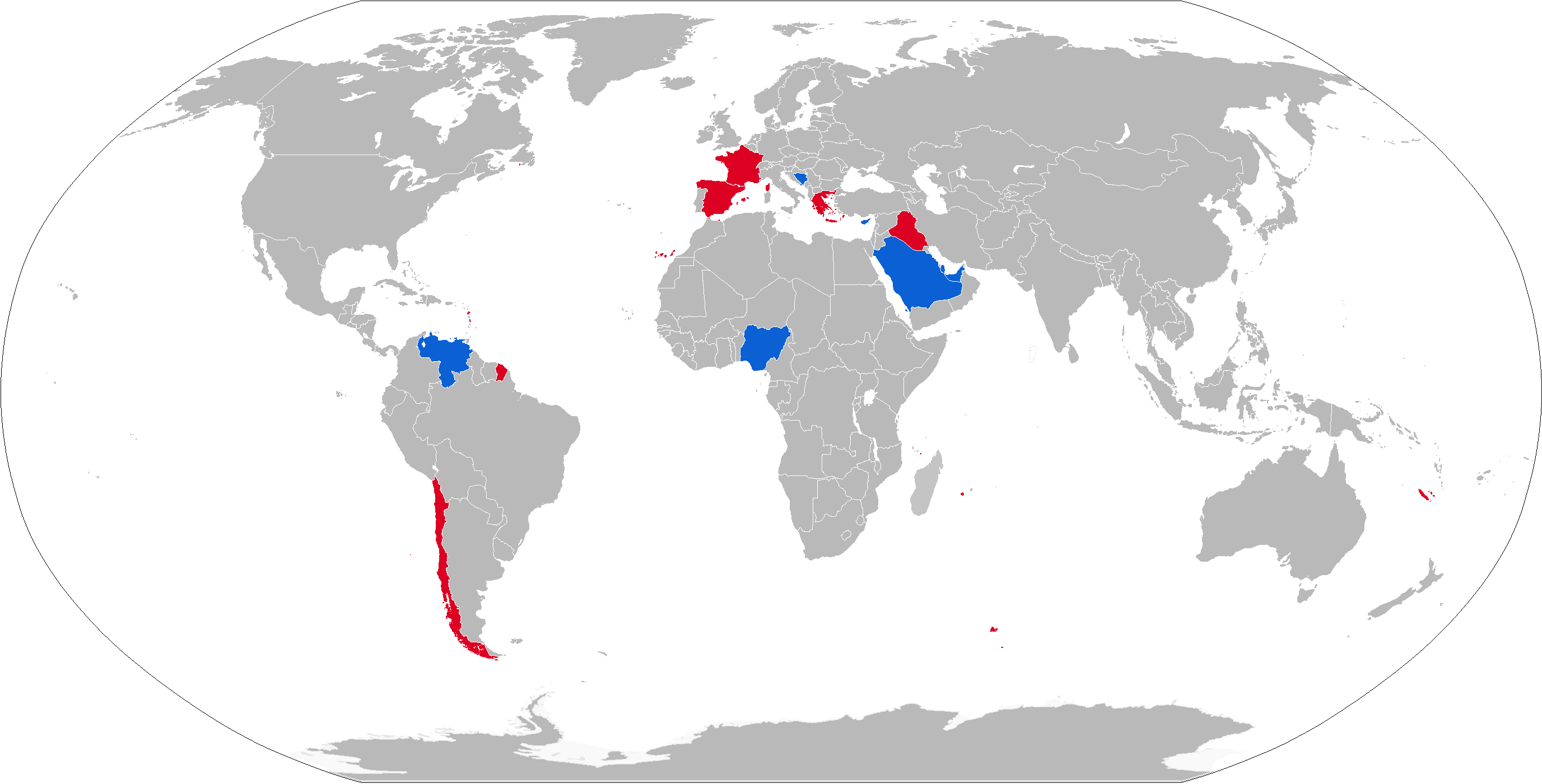
Mapa dos operadores do AMX-30:
Usuários atuais
Ex-usuários

### Operadores atuais
- Bósnia e Herzegovina: 50 AMX-30B doados pelos EAU. Desses, 36 AMX-30B estão em serviço e 14 AMX-30B estão em depósito e para peças de reposição.
- Chipre: 52 AMX-30B2 em serviço. 61 AMX-30G foram retirados de serviço.
- Nigéria: 16 unidades atualmente em depósito.[81]
- Qatar: 30 AMX-30B em 1977, com 24 AMX-30B2 adicionais em 1987. Desde 2019, 30 unidades estão em serviço ao lado de 32 Leopard 2A7+.[82][83]
- Arábia Saudita: 250 AMX-30B, 53 AMX-30 DCA e 12 AMX-30H Poseur de pont, hoje em reserva.[84]
- Venezuela: 80 AMX-30V2 atualizados de 82 AMX-30B adquiridos, e 4 AMX-30D atualizados. Optrônicos israelenses foram instalados por um consórcio espanhol, apesar dum embargo da União Européia.[85][86]

### Ex-operadores
- Chile: 29–50 AMX-30B, colocados na reserva em 2004.
- France: Uso em primeira linha por três décadas e como força oponente (FORAD).
- Grécia: 190 unidades, alguns transferidos para o Chipre.
- Iraque: 200 AMX-30 adquiridos em 1977[87] e e 5 AMX-30D em 1981,[88] 127 AMX-30R SAM e 85 AMX AuF1 entregues entre 1983 e 1985.
- Kuwait: Muitos tanques AMX-30 destruídos na invasão iraquiana em 1990.
- Espanha: 299 AMX-30E, aposentado em 2002.
- Emirados Árabes Unidos: 45 unidades.[2]